# Capitoli di Gintama

Copertina del primo numero dell'edizione italiana Star Comics

Questa è la lista dei capitoli di Gintama, manga scritto ed illustrato da Hideaki Sorachi. La storia è ambientata nel Giappone del periodo Edo, che è stato però invaso da alieni chiamati Amanto, e segue la vita del samurai Gintoki Sakata e dei suoi amici Shinpachi Shimura e Kagura, dei liberi professionisti che cercano lavoro come "tuttofare" per pagare l'affitto mensile.
I capitoli, indicati come "lezioni", sono serializzati sulla rivista Weekly Shōnen Jump di Shūeisha dall'8 dicembre 2003. Shūeisha ha reso inoltre disponibili i primi episodi del manga per il download in formato ebook sul sito ufficiale di Weekly Shōnen Jump. I capitoli sono regolarmente raccolti da Shūeisha in volumi tankōbon, pubblicati a cadenza bimestrale, con il primo uscito il 2 aprile 2004.
Una prima edizione italiana dell'opera è stata curata da Planeta DeAgostini, che tra luglio 2008 e dicembre 2009 ha pubblicato i primi 18 volumi, salvo poi interromperne la pubblicazione con il numero 18 del gennaio 2011. Il 1º novembre 2014, durante il Lucca Comics & Games, la casa editrice Star Comics ha annunciato l'acquisizione dei diritti di Gintama per il mercato italiano e ha pubblicato i primi due volumi della serie il 22 aprile 2015, prevedendo per i seguenti un'uscita a cadenza mensile.

## Volumi 1-10
| Nº | Titolo italiano Giapponese 「Kanji」 - Rōmaji | Data di prima pubblicazione         | Data di prima pubblicazione                                                                  |
| Nº | Titolo italiano Giapponese 「Kanji」 - Rōmaji | Giapponese                          | Italiano                                                                                     |
| 1  | Chi ha i capelli mossi non per forza è cattivo 「天然パーマに悪いやつはいない」 - Tennen pāma ni warui yatsu wa inai | 2 aprile 2004 ISBN 4-08-873623-0    | 4 luglio 2008 (Planeta DeAgostini) 22 aprile 2015 (Star Comics) ISBN 978-88-6920-246-9       |
| 1  | Capitoli - 1. Chi ha i capelli mossi non per forza è cattivo (天然パーマに悪いやつはいない?, Tennen pāma ni warui yatsu wa inai) - 2. I padroni devono prendersi cura dei propri animali domestici fino alla fine (ペットは飼主が責任を持って最後まで面倒を見ましょう?, Petto wa kainushi ga sekinin o motte saigo made mendō o mimashō) - 3. Fate attenzione perché Jump, qualche volta, esce di sabato (ジャンプは時々土曜日に出るから気を付けろ?, Janpu wa tokidoki doyōbi ni deru kara ki wo tsukero) - 4. Mai giudicare qualcuno dalla prima impressione (第一印象がいい奴にロクな奴はいない?, Daiichi inshō ga ii iatsu ni roku na yatsu wa inai) - 5. Fatevi solo degli amici con i quali potete continuare a usare i soprannomi anche in vecchiaia (ジジイになってもあだ名で呼び合える友達を作れ?, Jijī ni natte mo adana de yobiaeru tomodachi o tsukure) - 6. Se avete tempo da perdere in attentati, portate almeno Pero a fare una passeggiata (お前らテロなんてやってる暇があるならペロの散歩にでも行ってきな?, Omaera tero nante yatteru hima ga aru nara Pero no sanpo ni de mo ittekina) - DANDELION (だんでらいおん?, Danderaion) |                                     |                                                                                              |
| 1  | Trama Il samurai Gintoki Sakata lavora in un'azienda freelance, Odd Jobs Gin, dopo che Edo è stato conquistato dagli alieni di nome Amanto per pagare l'affitto mensile da dove vive. Ai suoi tempi, Gintoki è affiancato da Shinpachi Shimura, un figlio adolescente di un samurai che vuole imparare da lui, e Kagura, una ragazza aliena che è andata sulla Terra per guadagnare soldi per la sua povera famiglia, ma non è in grado di tornare a casa e minaccia Gintoki per lasciarla vivere con lui. Mentre Kagura e Shinpachi vivono con Gintoki, incontrano un terrorista di nome Kotaro Katsura che partecipò al fianco di Gintoki nella guerra tra samurai e alieni e perse. Gintoki è costretto ad aiutare Katsura a fuggire dallo Shinsengumi, una forza di polizia che lavora per il Bakufu, dopo aver accidentalmente eseguito un attacco terroristico |                                     |                                                                                              |
| 2  | Una linea sottilissima separa la tenacia dall'insistenza 「粘り強さとしつこさは紙一重」 - Nebarizuyosa to shitsukosa wa kamihitoe | 2 luglio 2004 ISBN 4-08-873632-X    | 22 agosto 2008 (Planeta DeAgostini) 22 aprile 2015 (Star Comics) ISBN 978-88-6920-259-9      |
| 2  | Capitoli - 7. Mantieni la parola data anche a costo della vita (一度した約束は死んでも守れ?, Ichido shita yakusoku wa shinde mo mamore) - 8. Una linea sottilissima separa la tenacia dall'insistenza (粘り強さとしつこさは紙一重?, Nebarizuyosa to shitsukosa wa kamihitoe) - 9. S'ha da fare una rissa con i pugni (喧嘩はグーでやるべし?, Kenka wa gū de yarubeshi) - 10. Se sei stanco, meglio qualcosa di aspro (疲れた時は酸っぱいものを?, Tsukareta toki wa suppaimono o) - 11. I dango spappolati non vanno bene, imbecille! (べちゃべちゃした団子なんてなぁ団子じゃねぇバカヤロー?, Bechabecha shita dango nante nā dango ja nē bakayarō) - 12. Le ragazzine devono rispettare l'ora di rientro (全国のコギャルども門限は守れ?, Zenkoku no kogyaru-domo mongen wa mamore) - 13. Le cose sporche nascono in gabinetto (便所で生まれるのは汚れたものばかり?, Benjo de umareru no wa yogoretamono bakari) - SHIROKURO (しろくろ?, Shirokuro) |                                     |                                                                                              |
| 2  | Trama Dopo essere stato ripetutamente perseguitato dal comandante dello Shinsengumi, Isao Kondo, Tae Shimura, sorella maggiore di Shinpachi, fa sì che Gintoki abbia un falso duello contro Kondo per fermarlo. Gintoki rompe la spada di Kondo prima del duello e vince facilmente, catturando l'attenzione degli altri membri di Shinsengumi. In altri capitoli, Kagura adotta un inugami che chiama Sadaharu, Odd Jobs cerca una donna, per la quale un anziano morente provava sentimenti e Gintoki aiuta un criminale a incontrare sua figlia, l'idolo Tsu "Otsu" Terakado. In un altro lavoro, il trio cerca la figlia del loro cliente, che è stata rapita dai pirati spaziali Harusame. Sebbene la salvino, Kagura e Shinpachi vengono allo stesso tempo rapiti da Harusame e Katsura decide di aiutare Gintoki a soccorrerli. |                                     |                                                                                              |
| 3  | Ripensandoci, arrivati ad una certa età, per gli umani è ancora lunga... Che paura! 「考えたら人生ってオッさんになってからの方が長いじゃねーか! 恐っ!!」 - Kangaetara jinsei-tte ossan ni natte kara no hō ga nagai ja nē ka! Kowa!! | 3 settembre 2004 ISBN 4-08-873653-2 | 12 settembre 2008 (Planeta DeAgostini) 20 maggio 2015 (Star Comics) ISBN 978-88-6920-307-7   |
| 3  | Capitoli - 14. Se vuoi essere un cosplay, che tu lo sia anche nell'animo! (コスプレするなら心まで飾れ?, Kosupure suru nara kokoro made kazare) - 15. Tra gli uomini esiste l'insensata regola per cui se riesci a toccare una rana sei un uomo maturo (男にはカエルに触れて一人前みたいな訳のわからないルールがある?, Otoko ni wa kaeru ni sawarete ichininmae mitai na wake no wakaranai rūru ga aru) - 16. Ripensandoci, arrivati ad una certa età, per gli umani è ancora lunga... Che paura! (考えたら人生ってオッさんになってからの方が長いじゃねーか! 恐っ!!?, Kangaetara jinsei-tte ossan ni natte kara no hō ga nagai ja nē ka! Kowa!!) - 17. Anche se non lo sei, fingiti ubriaco e togli la parrucca al tuo superiore! (酔ってなくても酔ったふりして上司のヅラ取れ?, Yottenakutemo yotta furishite jōshi no zura tore!) - 18. Un vero uomo prende comunque un pesce spada! (男ならとりあえずカジキ!?, Otoko nara toriaezu kajiki!) - 19. Anche gli idol si comportano, quasi, come voi... (アイドルだって ほほお前らと同じことやってんだよ?, Aidoru datte hoho omaera to onaji koto yattendayo) - 20. Padroni e animali si assomigliano sempre (飼い主とペットは似る?, Kainushi to petto wa niru) - 21. In un bambino, l'ampiezza della nuca è proporzionale all'impertinenza (襟足の長さと子共の憎たらしさは比例する?, Eriashi no nagasa to kodomo no nikutarashisa wa hirei suru) - 22. Lo stress causa calvizie, ma ci si stressa anche quando si sta troppo attenti a non stressarsi, quindi non ci si può fare poi molto... (ストレスはハゲる原因になるがストレスをためないように気を配るとそこでまたストレスがたまるので結局僕らにできることなんて何もない?, Sutoresu wa hageru genin ni naru ga sutoresu o tamenai yō ni ki o kubaru to soko de mata sutoresu ga tamaru no de kekkyoku bokura ni dekiru koto nante nanimonai) |                                     |                                                                                              |
| 3  | Trama Gintoki salva con successo i suoi amici con l'aiuto di Katsura. Nel frattempo, l'agenzia entra in contatto con lo Shinsengumi con Kondo che sta ancora perseguitando Tae e il vice comandante Toshiro Hijikata dopo aver iniziato una rivalità con Gintoki, Katsura adotta un misterioso animale alieno di nome Elizabeth, e Gintoki fa amicizia con un disoccupato di nome Taizo Hasegawa. L'agenzia lavora anche per trovare una persona che minaccia Otsu e aiutare un alieno simile a una kappa a difendere il suo lago dagli sviluppatori che vogliono liberarsene. Negli ultimi capitoli, Gintoki è sospettato di provocare incendi e aiuta una ragazza ad arrestare la persona veramente responsabile. |                                     |                                                                                              |
| 4  | Padre e figlio tendono ad assomigliarsi solo negli aspetti negativi 「親子ってのは嫌なとこばかり似るもんだ」 - Oyako-tte no wa yana toko bakari niru mon da | 4 novembre 2004 ISBN 4-08-873672-9  | 7 ottobre 2008 (Planeta DeAgostini) 24 giugno 2015 (Star Comics) ISBN 978-88-6920-327-5      |
| 4  | Capitoli - 23. Basta che ti lavi le ascelle... le ascelle! (脇だけ洗っときゃいいんだよ 脇だけ?, Waki dake arattokya iindayo waki dake) - 24. Racconta vecchie gesta eroiche esagerando del 30%! Basta che si animi l'atmosfera! L'importante è animare l'atmosfera! (昔の武勇伝は三割増で話せ盛り上がればいいんだよ 盛り上がれば?, Mukashi no buyūden wa sanwarimashi de hanase moriagareba iindayo moriagareba) - 25. Forse chi dice ripetutamente "che carino!" considera carino se stesso... (カワイイを連発する自分自身をカワイイと思ってだろ お前ら?, Kawaii o renpatsu suru jibunjishin o kawaii to omotte daro omaera) - 26. In viaggio si possono dimenticare le mutande, ma non il gioco di carte "Uno"! (旅にはパンツは忘れてもUNOは忘れるな?, Tabi ni wa pantsu wa wasuretemo Uno wa wasureru na) - 27. Quando ti trovi in difficoltà ridi! Ridi! (困った時は笑っとけ笑っとけ?, Komatta toki wa warattoke warattoke) - 28. Ooh! A casa mia mi trovo sempre meglio che in qualunque altro posto! (ああ やっぱり我が家が一番だわ?, Aa yappari wagaya ga ichiban da wa) - 29. Pensi sia possibile studiare per prepararsi agli esami d'ammissione ascoltando la musica? Ora spegnila! (音楽なんて聴きながら受験勉強なんてできると思ってんのか お前は! もう切りなさい!?, Ongaku nante kikinagara juken benkyō nante dekiru to omotten no ka omae wa! Mō kirinasai!) - 30. Non sono i cattivi a commettere i reati, ma quelli troppo eccitati (事件は悪い奴が起こすんじゃないはしゃぎすぎた奴が起こすんだ?, Jiken wa warui yatsu ga okosun ja nai hashagisugita yatsu ga okosunda) - 31. Padre e figlio tendono ad assomigliarsi solo negli aspetti negativi (親子ってのは嫌なとこばかり似るもんだ?, Oyako-tte no wa yana toko bakari niru mon da)                                                                                       |                                     |                                                                                              |
| 4  | Trama Kagura fa amicizia con una principessa in fuga, Gintoki protegge un alieno di nome Catherine dai suoi ex compagni che vogliono che lei sia di nuovo un ladro, e a Odd Jobs viene chiesto di trovare il ragazzo del loro cliente e catturare un ladro di biancheria intima femminile. L'agenzia vince un viaggio nello spazio, incontrando nel viaggio un vecchio amico di Gintoki della guerra, Tatsuma Sakamoto, che ora è un uomo d'affari nella galassia. Un altro vecchio compagno, Shinsuke Takasugi, ha rivelato di avere un piano per uccidere lo shogun in un festival con l'aiuto del meccanico Gengai Hiraga, che odia il bakufu. Tuttavia, una volta che il piano è stato sventato da Odd Jobs e dagli Shinsengumi, Gengai decide di abbandonare il suo odio. |                                     |                                                                                              |
| 5  | Fa' attenzione ai nastri trasportatori! 「ベルトコンベアには気を付けろ」 - Beruto conbea ni wa ki wo tsukero | 27 dicembre 2004 ISBN 4-08-873697-4 | 5 novembre 2008 (Planeta DeAgostini) 23 luglio 2015 (Star Comics) ISBN 978-88-6920-375-6     |
| 5  | Capitoli - 32. Volete sapere perché l'acqua del mare è salata? È perché gli abitanti di una grande città fanno i bisogni mentre nuotano! (海の水がなぜしょっぱいかだと? オメーら都会人が泳ぎながら用足してくからだろーかアア!!?, Umi no mizu ga naze shoppai ka dato? Omēra tokaijin ga oyoginagara yōtashiteku kara darō kaaa!!) - 33. Fa' attenzione ai nastri trasportatori! (ベルトコンベアには気を付けろ?, Beruto conbea ni wa ki wo tsukero) - 34. Chi ha un grande complesso di inferiorità fa un grande lavoro! (コンプレックスがデカイ奴は成す仕事もデカイ?, Konpurekkusu ga dekai yatsu wa nasu shigoto mo dekai) - 35. Non agitarti! C'è sempre un lasso di tempo per un ripensamento (慌てるな! クーリングオフというものがある?, Awateru na! Kūringu ofu to iu mono ga aru) - 36. Di' quello che vuoi alzando la mano, senza vergognarti! (恥ずかしがらずに手を挙げて言え?, Hazukashigarazu ni te wo agete ie) - 37. Ora smettila di scatenarti! (暴走はもうやめろ?, Bōsō wa mō yamero) - 38. I gay conoscono sia la stupidità degli uomini che l'astuzia delle donne (オカマは男のバカさも女のズルさも全部知ってる?, Okama wa otoko no bakasa mo onna no zurusa mo zenbu shitteru) - 39. Un viso carino nasconde sempre qualcosa (カワイイ顔には必ず何かが隠れてる?, Kawaii kao ni wa kanarazu nani ka ga kakureteru) - 40. Sposarsi significa continuare ad avere malintesi per tutta la vita (結婚とは勘違いを一生涯し続けることだ?, Kekkon to wa kanchigai wo isshōgaishi tsuzukeru koto da) |                                     |                                                                                              |
| 5  | Trama Gintoki e Hasegawa provano a fare soldi sconfiggendo un alieno che ha terrorizzato l'area, Kagura viene attaccata da un pazzo collezionista di spade quando sta cercando di restituire una spada di legno che ha comprato e Gintoki aiuta il kunoichi Ayame Sarutobi a completare una delle sue missioni. Hijikata sospetta che la loro base sia perseguitata da un fantasma e l'agenzia è costrettq ad aiutare gli Shinsengumi ad aiutarli. Shinpachi scopre che un vecchio amico è entrato a far parte di una banda criminale e lui e i suoi amici cercano di farlo smettere. Katsura e Gintoki vengono messi al lavoro in un bar di travestiti, dove lavorano per cercare di aiutare suo figlio ad trovare suo padre, il capo del bar, Kishin Mademoiselle Saigou. |                                     |                                                                                              |
| 6  | Ci sono cose che con una spada non si possono tagliare 「刀じゃ斬れないものがある」 - Katana ja kirenai mono ga aru | 4 marzo 2005 ISBN 4-08-873781-4     | 18 gennaio 2009 (Planeta DeAgostini) 26 agosto 2015 (Star Comics) ISBN 978-88-6920-434-0     |
| 6  | Capitoli - 41. Decidiamo bene una volta per tutte se i funghi matsutake sono veramente così buoni! (そんなに松茸って美味しいもんなのか一度よく考えてみよう?, Sonna ni matsutake tte oishī monna no ka ichido yoku kangaete miyō) - 42. Stringi il tuo sogno in un pugno! (夢は拳でつかめ?, Yume wa kobushi de tsukame) - 43. Gli uomini sono tutti romantici (男はみんなロマンティスト?, Otoko wa minna romantisuto) - 44. Ci sono cose che con una spada non si possono tagliare (刀じゃ斬れないものがある?, Katana ja kirenai mono ga aru) - 45. Le cose belle no, ma quelle brutte tendono a succedere una dietro l'altra (いい事は連続して起こらないくせに悪い事は連続して起こるもんだ?, Ī koto wa renzoku shite okoranai kuse ni warui koto wa renzoku shite okoru mon da) - 46. Più il cibo è squisito, più mette paura quando si rimane intossicati (美味いものほど当たると恐い?, Umai mono hodo ataru to kowai) - 47. Dovresti guardare la televisione e leggere i giornali come si deve (テレビとか新聞とかちゃんと見ないとダメだった?, Terebi to ka shinbun to ka chanto minai to dame datta) - 48. Chi ha la coscienza sporca parla di più (すねに傷がある奴ほどよくしゃべる?, Sune ni kizu ga aru yatsu hodo yoku shaberu) - 49. Una volta sperimentato il washlet, non si riesce più a usare altri wc (一度ウォシュレット使うともうそれ以外のトイレはなんかもうダメ?, Ichido uoshuretto tsukau to mō sore igai no toire wa nanka mō dame) |                                     |                                                                                              |
| 6  | Trama Lo Shinsengumi Sogo Okita chiede all'agenzia di indagare su un ring da combattimento, Rengokukan. Cercano il combattente più forte, Doshin, ma scoprono che sta uccidendo persone sul ring per avere soldi per allevare gli orfani. Doshin decide di smettere di combattere per lasciare Edo con i bambini, ma viene ucciso da un altro combattente di Regokukan. L'agenzia e gli Shinsengumi decidono di vendicare Doshin correndo contro Rengokukan e arrestando i suoi proprietari. Kondo soffre di eventi pericolosi osservando gli oroscopi, l'agenzia incontra un cacciatore di funghi in montagna e dopo essere stato intossicato, l'agenzia e Hasegawa lavorano per aiutare un'infermiera a incontrare un paziente per cui prova sentimenti, ed Edo viene invaso da un gigante coackroaches. Negli ultimi capitoli, Tae chiede a Gintoki di indagare su un culto misterioso gestito da un truffatore. |                                     |                                                                                              |
| 7  | Se è poco importante... difficilmente puoi dimenticarlo 「どうでもいいことに限ってなかなか忘れない」 - Dōdemo ii koto ni kagitte nakanaka wasurenai | 2 maggio 2005 ISBN 4-08-873806-3    | 28 febbraio 2009 (Planeta DeAgostini) 24 settembre 2015 (Star Comics) ISBN 978-88-6920-462-3 |
| 7  | Capitoli - 50. Se è poco importante... difficilmente puoi dimenticarlo (どうでもいいことに限ってなかなか忘れない?, Dōdemo ii koto ni kagitte nakanaka wasurenai) - 51. La vita scorre come un nastro trasportatore (人生はベルトコンベアのように流れる?, Jinsei wa beruto konbea no yō ni nagareru) - 52. I giardini pubblici appartengono ai bambini (公園は子供たちのものだ?, Kōen wa kodomo-tachi no mono da) - 53. Non è possibile che le passioni terrene spariscano con il suono delle campane! Abbi tu il controllo di te stesso! (煩脳が鐘で消えるかァァァ 己で制御しろ己で?, Bonnō ga kane de kieru kaaaa onore de seigyo shiro onore de) - 54. Sbagliare il nome di qualcuno... è scortese (人の名前とか間違えるの失礼だ?, Hito no namae to ka machigaeru no shitsurei da) - 55. I locali di ramen con molta scelta sul menù di solito non hanno successo (メニューが多いラーメン屋はたいてい流行っていない?, Menyū ga ooi rāmenya wa taitei nayatte inai) - 56. Non è niente male mangiare un gelato in inverno (冬に食べるアイスもなかなかオツなもんだ?, Fuyu ni taberu aisu mo nakanaka otsu na mon da) - 57. Cosa significa "bonbon in whisky bonbon"? (ウイスキーボンボンのボンボンって何??, Uisukī bonbon no bonbon tte nani?) - 58. Pianificate la gravidanza! (子作りは計画的に?, Kozukuri wa keikakuteki ni) |                                     |                                                                                              |
| 7  | Trama Dopo essere stato investito da un'auto, Gintoki inizia a soffrire di un caso di amnesia in cui non è in grado di ricordare la sua identità o i suoi amici. Gintoki lascia Shinpachi e Kagura e inizia a lavorare in una fabbrica accanto a una Kondo che soffre anche di amnesia e della spia Sagaru Yamazaki. Yamazaki è sotto copertura alla ricerca di ciò che sta facendo il proprietario della fabbrica, un terrorista e presto scopre che gli oggetti che creano sono esplosivi. Il terrorista si confronta con Shinsengumi e Gintoki, con quest'ultimo che viene a proteggere Gintoki. Gintoki è in grado di recuperare la sua memoria e aiuta gli Shinsengumi ad arrestare il terrorista. Gintoki combatte il ninja Zenzo Hattori per l'ultimo numero del Weekly Shōnen Jump, l'agenzia inganna due alieni inviati da Sakamoto per ricostruire la loro casa e Katsura incontra una donna di nome Ikumatsu mentre fugge dallo Shinsengumi. Negli ultimi capitoli, il padre di Kagura, un combattente alieno di nome Umibouzu, viene da Edo per riportare la figlia a casa, e Gintoki le dice che è meglio che se ne vada. |                                     |                                                                                              |
| 8  | Il ragazzo di tua figlia va picchiato comunque 「娘の彼氏はとりあえず殴っとけ」 - Musume no kareshi wa toriaezu naguttoke | 4 agosto 2005 ISBN 4-08-873844-6    | 22 marzo 2009 (Planeta DeAgostini) 22 ottobre 2015 (Star Comics) ISBN 978-88-6920-506-4      |
| 8  | Capitoli - 59. Quando entri in bagno, prima... bussa! (トイレに入るときはまずノック?, Toire ni hairu toki wa mazu nokku) - 60. Dal titolo non si capisce se un film è interessante o meno (タイトルだけじゃ映画の面白さはわからない?, Taitoru dake jya eiga no omoshirosa wa wakaranai) - 61. Se pisci addosso a un lombrico, ti si gonfia il coso (みみずにおしっこかけると腫れるよ?, Mimizu ni oshikko kakeru to hareru yo) - 62. Una figlia può trascorrere al massimo vent'anni con il proprio padre. Quindi, in questo breve tempo, deve volergli bene (せいぜい一緒に過ごす期間なんて二十年くらいなんだから娘さんはお父さんを大切にしてあげて?, Seizei issho ni sugosu kikai nante jyuujinen kurai nan da kara musume-san wa otōsan wo taisetsu ni shite agete) - 63. Il ragazzo di tua figlia va picchiato comunque (娘の彼氏はとりあえず殴っとけ?, Musume no kareshi wa toriaezu naguttoke) - 64. Cerca di disegnare i personaggi in modo che i lettori riescano a distinguerli solo dalla silhouette (キャラクターはシルエットだけで読者に見分けがつくように描き分けよう?, Kyarakutā wa shiruetto dake de dokusha ni miwake ga tukuyō ni kakiwakeyō) - 65. Non bisogna giudicare le persone solo dall'apparenza (外見だけで人を判断しちゃダメ?, Gaiken dake de hito wo handan shicha dame) - 66. Le ciliegie crescono sugli alberi di ciliegio? (さくらんぼってアレ桜の木になるの??, Sakuranbo tte are sakura no ki ni naru no?) - 67. Chi ha tendenze "M" è in un certo senso imbattibile (Mってある意味 無敵?, Emu tte aru imi muteki) |                                     |                                                                                              |
| 8  | Trama Mentre Shinpachi cerca di convincere una Kagura rattristata a rimanere, la sua nave viene attaccata da un alieno simile a una pianta. Gintoki lo guarda nelle notizie e si prepara ad aiutarla con Sadaharu, alla fine alleandosi con Umibouzu. Dopo che Bakufu ha eliminato l'alieno, Umibouzu permette a Kagura di rimanere sulla Terra. Rivela a Gintoki che il motivo per cui ha cercato di farla partire perché aveva paura che sarebbe stata consumata dal sangue del suo clan e avrebbe attaccato altre persone come suo fratello maggiore. Nei capitoli seguenti, l'agenzia incontra l'amichevole alieno Hedoro che spaventa accidentalmente tutto il quartiere, ed Elizabeth viene rapita da un funzionario e Katsura chiede all'agenzia e Sachan di aiutarlo a salvarla. |                                     |                                                                                              |
| 9  | Ci si può divertire in un locale notturno solo dopo aver compiuto vent'anni 「キャバクラ遊びは20歳になってから」 - Nande are yaru kara ni wa makecha dame | 4 ottobre 2005 ISBN 4-08-873864-0   | 12 aprile 2009 (Planeta DeAgostini) 25 novembre 2015 (Star Comics) ISBN 978-88-6920-560-6    |
| 9  | Capitoli - 68. La luna sa tutto (月は何でもを知っている?, Tsuki wa nandemo shitte iru) - 69. Anche tua madre ha molto da fare, quindi smettila di lamentarti del menù della cena! (お母さんだって忙しいんだから夕飯のメニューに文句つけるの止めなさい?, Okāsan date isogashii n da kara yuuhan no menyū ni mongu tsukeru no yamenasai) - 70. La vita senza il gioco d'azzardo è come il sushi senza wasabi (ギャンブルのない人生なんてわさび抜きの寿司みてぇなもんだ?, Gyanburu no nai jinsei nante wasabinuki no sushi mitē na mon da) - 71. Quando sei in uno stato di piacevole ebbrezza, smetti di bere sakè (酒は気もちいい状態の内に止めておけ?, Sake wa kimochii ii jōtai no uchi ni tomete oke) - 72. Porta a passeggiare il tuo cane... a velocità moderata (愛犬の散歩は適度なスピードで?, Aiken no sanpo wa tekido na supīdo de) - 73. Vale più un BAU che un milione di poesie (百万編の歌より一吠えのワン?, Hyakumanben no uta yori hitohae no wan) - 74. Ci si può divertire in un locale notturno solo dopo aver compiuto vent'anni (キャバクラ遊びは20歳になってから?, Kyabakura asobi wa hatachi ni natte kara) - 75. Chi si somiglia... litiga (似てる二人は喧嘩する?, Niteru futari wa kenka suru) - 76. In qualunque cosa ti impegni, non devi essere da meno degli altri (何であれ やるからには負けちゃダメ?, Nande are yaru kara ni wa makecha dame) |                                     |                                                                                              |
| 9  | Trama Yorozuya, Katsura e Sachan vanno in soccorso di Elisabetta e combattono l'ex Oniwabanshus assunto per fermarli. Anche se il gruppo di Gin vince, viene rivelato che Elizabeth non è mai stata salvata poiché Katsura si è dimenticato di lui. Nei capitoli seguenti Gin e Hasegawa hanno problemi di gioco e devono lavorare con un altro giocatore per pagare un debito con il proprietario di un casinò, Sadaharu diventa un demone costringendo Yorozuya e i suoi ex proprietari a lavorare insieme per ripristinare la sua forma originale, l'ex proprietario di Tae e Sadaharu competono per mantenere il loro posto di lavoro nel loro cabaret, un assassino tenta di uccidere Hijikata ma è infastidito dai suoi ripetuti combattimenti con Gin, e gli Yorozuya incontrano il fantasma del maestro dell'Oniwabanshu. |                                     |                                                                                              |
| 10 | Anche il verme si arrabbia 「一寸の虫にも五分の魂」 - Issun no mushi ni mo gobu no tamashii | 2 dicembre 2005 ISBN 4-08-873886-1  | 10 maggio 2009 (Planeta DeAgostini) 23 dicembre 2015 (Star Comics) ISBN 978-88-6920-604-7    |
| 10 | Capitoli - 77. Il latte deve essere tiepido (ミルクは人肌の温度で?, Miruku wa hitohada no ondo de) - 78. Come si poteva immaginare, la domestica sa tutto (家政婦はやっぱり見てた?, Kaseifu wa yappari miteta) - 79. Per incontrare una persona, anzitutto bisogna prendere un appuntamento (人に会うときはまずアポを?, Hito ni au toki wa mazu apo wo) - 80. Per un appuntamento galante bisogna muoversi sempre con trenta minuti di anticipo (デートは30分前行動で?, Dēto wa 30 bunmae kōdō de) - 81. Se dormite con il ventilatore acceso, vi verrà il mal di pancia, quindi fate attenzione! (扇風機つけっばなしで寝ちゃうとお腹こわしちゃうから気をつけて?, Senpūki tsukebbanashi de nechau to onaka kowashichau kara ki wo tsukete) - 82. A questo mondo ci sono soltanto fantasmi (渡る世間はオバケばかり?, Wataru seken wa obake bakari) - 83. I ragazzini imparano quanto sia preziosa la vita attraverso gli scarabei Ercole (少年はカブト虫を通し命の尊さを知る?, Shōnen wa kabutomushi wo tōsi inochi no tōtosa wo shiru) - 84. Anche il verme si arrabbia (一寸の虫にも五分の魂?, Issun no mushi ni mo gobu no tamashii) - 85. Osservate le buone maniere, indispensabili anche in rete (ネットでも最低限のエチケットはもって?, Netto mo saiteigen no echiketto wa motte) |                                     |                                                                                              |
| 10 | Trama Gin trova un bambino abbandonato e va a cercare sua madre. La Yorozuya incontra la madre che viene perseguitata dal padre del defunto marito che desidera prendere il bambino. Gin sconfigge l'assassino dell'uomo, Nizo Okada, e restituisce il bambino a sua madre. Nei due successivi capitoli one-shot, Gin deve proteggere una macchina simile a un fan dall'essere usata per distruggere Edo e gli Yorozuya cercano di spaventare le persone come parte di un festival. In una storia di tre capitoli, lo Yorozuya va a caccia di scarabei per essere usato nella rivincita di scarabei contro Okita. Kagura trova lo scarabeo perduto dello Shogun che gli Shinsengumi stavano cercando e mentre cercava di fermare la lotta dello scarabeo di Kagura e Okita, Gin uccide accidentalmente lo scarabeo dello Shogun. Nell'ultimo capitolo Shinpachi salva accidentalmente una ragazza dall'accettare di uscire con lei. |                                     |                                                                                              |

## Volumi 11-20
| Nº | Titolo italiano Giapponese 「Kanji」 - Rōmaji | Data di prima pubblicazione           | Data di prima pubblicazione                                                                |
| Nº | Titolo italiano Giapponese 「Kanji」 - Rōmaji | Giapponese                            | Italiano                                                                                   |
| 11 | Il sole risorge sempre 「陽はまた昇る」 - Hi wa mata noboru | 3 febbraio 2006 ISBN 4-08-874017-3    | 11 giugno 2009 (Planeta DeAgostini) 27 gennaio 2016 (Star Comics) ISBN 978-88-6920-650-4   |
| 11 | Capitoli - 86. Non serve alcun manuale per una storia d'amore (恋にマニュアルなんていらない?, Ai ni manyuaru nante iranai) - 87. Solo quando si continua a correre la vita può avere un senso! (走り続けてこそ人生?, Hashiri tsuzukete koso jinsei) - 88. La mia ragazza ideale resta sempre Minami (理想の彼女はやっぱり南ちゃん?, Riso no kanojo wa yappari Minami-chan) - 89. Allo spaccio, i panini con le crocchette sono sempre quelli più popolari (売店ではやっぱりコロッケパンが一番人気?, Baiten de wa yappari korokke pan ga ichiban ninki) - 90. Una disgrazia chiama l'altra (災難は続け様に降り懸かる?, Sainan wa tsuzukezama ni furikakaru) - 91. La luna piena fa impazzire la gente (満月は人を狂わせる?, Mangetsu wa hito wo kuruwaseru) - 92. Fate attenzione a non lasciare l'ombrello in giro (傘の置き忘れに注意?, Kasa no okiwasure ni chui) - 93. I posti alti piacciono agli stupidi e ai cattivi (バカとワルは高い所がお好き?, Baka to waru wa takai tokoro ga osuki) - 94. Il sole risorge sempre (陽はまた昇る?, Hi wa mata noboru) |                                       |                                                                                            |
| 11 | Trama L'appuntamento di Shinpachi risulta essere una ladra che prende le sue cose, ma i suoi amici lo aiutano a fermarla. Nei prossimi due capitoli Gin aiuta una donna a consegnare accidentalmente una bomba e Sachan deve assassinare un medico, ma i suoi sentimenti per Gin che è ricoverato in ospedale dopo il parto le fanno commettere più errori. Gli altri capitoli riguardano un arco in cui Katsura viene sconfitto da Nizo Okada ed Elizabeth chiede l'aiuto di Yorozuya per trovarlo. Gin viene anche ingaggiato dallo spadaccino Murata Tetsuya per trovare Nizo che ha preso la sua spada biomeccanica, Benizakura, ma è gravemente ferito nella sua battaglia contro Okada. Nel frattempo, nella sua ricerca di Katsura, Kagura viene portata da Sadaharu sulla nave di Shinsuke Takasugi, dove i suoi compagni del Kiheitai la imprigionano. Shinpachi ed Elizabeth trovano la posizione di Kagura e Gintoki li segue con la sorella di Tetsuya, Tetsuko, dopo che suo fratello si alleò con Takasugi per aiutare Nizo con Benizakura. Essendo sopravvissuto all'attacco di Nizo, Katsura si infiltra anche nella nave di Takasugi e lo affronta |                                       |                                                                                            |
| 12 | Chi va piano va sano e va lontano 「急がば回れ」 - Isoga ba maware | 4 aprile 2006 ISBN 4-08-874040-8      | 12 luglio 2009 (Planeta DeAgostini) 24 febbraio 2016 (Star Comics) ISBN 978-88-6920-695-5  |
| 12 | Capitoli - 95. A notte buia gli insetti si radunano attorno alla luce (闇夜の虫は光に集う?, Yamiyo no mushi wa hikari ni tsudō) - 96. Chi va piano va sano e va lontano (急がば回れ?, Isoga ba maware) - 97. È sempre bene premunirsi, non si sa mai cosa può accadere (備えあれば憂い無し?, Sonae are ba urei nashi) - 98. Andare a cercare lana... e tornare tosato (ミイラ捕りがミイラに?, Miira noun tori ga miira ni) - 99. Proprio chi insiste nel dire che Santa Claus non esiste vuole in realtà credere che lui esista (サンタなんていねーんだよって言い張る奴こそホントはいるって信じたいんだよ?, Santa nante inēndayotte iiharu yatsu koso honto ha irutte shinjitaindayo) - 100. Il nabe è una vita umana in miniatura (鍋は人生の縮図である?, Nabe wa jinsei no shukuzu de aru) - 101. Faccia attenzione al direttore per un giorno, signora Rottenmeier! (一日局長に気をつけろッテンマイヤーさん?, Ichinichi kyokuchō ni ki o tsuke Rottenmaiyā-san) - 102. Per far sì che io possa essere me stesso (僕が僕であるために?, Boku ga boku de aru tame ni) - 103. Solo i bambini si eccitano per la neve (雪ではしゃぐの子供だけ?, Yuki de hashagu no kodomo dake) |                                       |                                                                                            |
| 12 | Trama Gin ha la sua rivincita con Nizo che viene consumato dal Benizakura e Tetsuya viene ucciso mentre cerca di proteggere Tetsuko dalla spada. Gin uccide Nizo e fugge dalla nave con i suoi amici dopo che lui e Katsura hanno annunciato Takasugi che lo sconfiggeranno la prossima volta che si incontreranno. Nei capitoli one-shot successivi a Yamazaki viene assegnato il compito di apprendere la relazione di Gin con il gruppo di Katsura ma ha difficoltà a spiarlo a causa delle trappole che la casa di Shinpachi ha, Gin cerca di aiutare Babbo Natale a consegnare regali e lo Yorozuya competere nel mangiare il Cibo di capodanno. Nel prossimo capitolo di due capitoli gli Shinsengumi devono proteggere l'idolo Terakado Tsu dal terrorista e l'ultimo capitolo di un colpo si concentra su un concorso di sculture di neve a cui partecipano gli Yorozuya. |                                       |                                                                                            |
| 13 | Il nemico di ieri, per una cosa o per l'altra, rimane un nemico anche oggi 「昨日の敵は今日もなんやかんやで敵」 - Kinō no teki wa kyō mo nan'ya kan'ya de teki | 4 luglio 2006 ISBN 4-08-874130-7      | 9 agosto 2009 (Planeta DeAgostini) 23 marzo 2016 (Star Comics) ISBN 978-88-6920-871-3      |
| 13 | Capitoli - 104. Tutte le mamme sono più o meno uguali (どこの母ちゃんもだいたい同じ?, Doko no kāchan mo daitai onaji) - 105. Non si devono mangiare troppi kaki-pi (柿ピーはあんまり食べ過ぎちゃダメ?, Kaki pī wa anmari tabesugi cha dame) - 106. Non si mangia masticando rumorosamente (もの食べるときクチャクチャ音をたてない?, Mono taberu toki kucha kucha oto o tatenai) - 107. Gli uomini hanno un debole per le ragazze che lavorano in un negozio di fiori o in una pasticceria (花屋とかケーキ屋の娘に男は弱い?, Hanaya toka kēkiya no musume ni otoko wa yowai) - 108. Un nmaibo sazia più di quanto immagini (んまい棒は意外とお腹いっぱいになる?, Nmaibō wa igai to onaka ippai ni naru) - 109. I dango superano i fiori (華より団子?, Hana yori dango) - 110. In un momento del genere, si deve preparare il sekihan senza dire niente (そういう時は黙って赤飯?, Sō iu toki wa damatte sekihan) - 111. Martedì alle sette, seguite la famiglia Sakata a cena (火曜7時は坂田家を食卓で?, Kayō 7 ji wa sakata ka o shokutaku de) - 112. Il nemico di ieri, per una cosa o per l'altra, rimane un nemico anche oggi (昨日の敵は今日もなんやかんやで敵?, Kinō no teki wa kyō mo nan'ya kan'ya de teki) |                                       |                                                                                            |
| 13 | Trama Gli Yorozuya vengono assunti da una donna per trovare il figlio scomparso che dovrebbe lavorare a Kabuki-Cho. Trovano suo figlio, Kyoshiro Honjo, che gestisce il suo club, Takamagahara, e lo aiutano a proteggere il club da un gruppo di banditi. Nei successivi tre capitoli, Kagura sostituisce un Gin malato mentre il leader di Yorozuya scopre di indagare su un uomo che sembra essere infedele a sua moglie, Katsura ha un'intervista con un reporter televisivo mentre viene seguito da Shinsengumi e gli Yorozuya partecipano a un concorso alimentare per aiutare un uomo a promuovere il suo negozio. Il resto del volume presenta un giovane samurai di nome Kyubei Yagyu di una nobile famiglia a cui Tae aveva promesso di sposarsi. Sebbene Tae decida di mantenere la sua promessa, Shinpachi e Kondo sfidano la famiglia Yagyu a incontrarla dopo averla vista piangere. Gin, Kagura, Hijikata e Okita si uniscono a loro e sfidano i primi quattro dello Yagyu. |                                       |                                                                                            |
| 14 | Se si collabora in quattro, si hanno più idee 「四人揃えばいろんな知恵」 - Yon nin soroe ba ironna chie | 4 settembre 2006 ISBN 4-08-874252-4   | 13 settembre 2009 (Planeta DeAgostini) 20 aprile 2016 (Star Comics) ISBN 978-88-6920-923-9 |
| 14 | Capitoli - 113. Maneggiare con cura (ワレモノ注意?, Waremono chūi) - 114. Sangue e fasciatura... Che figata! E che ammirazione! (血とか包帯って…なんかカッケー 憧れる?, Chi toka hōtai tte... Nanka kakkē akogareru) - 115. Chi ha troppe preferenze in fatto di cibo ha anche forti simpatie e antipatie per le persone (食べ物の好き嫌い多い人は人間の好き嫌いも多い?, Tabemono no sukikirai ōi hito wa ningen no sukikirai mo ōi) - 116. Non si raccolgono le cose da terra (落ちてたからって何でも拾ってきちゃダメ?, Ochite ta kara tte nani demo hirotte ki cha dame) - 117. Fallo... prima di farlo (やる前にやれ?, Yaru mae ni yare) - 118. Se si collabora in quattro, si hanno più idee (四人揃えばいろんな知恵?, Yon nin soroe ba ironna chie) - 119. Ogni parola ha un significato recondito (言葉には裏がある?, Kotoba ni wa ura ga aru) - 120. Tutti sbagliano (間違いは誰にでもある?, Machigai wa dare ni demo aru) - 121. Quando qualcuno che di solito porta gli occhiali se li toglie, sembra che gli manchi qualcosa, quasi un pezzo... (普段 眼鏡をかけてる奴が眼鏡を外すとなんかもの足りないパーツが一個足りない気がする?, Fudan megane o kaketeru yatsu ga megane o hazusu to nanka mono tari nai pātsu ga ichi ko tari nai ki ga suru) |                                       |                                                                                            |
| 14 | Trama Il gruppo di Shinpachi si divide per combattere lo Yagyu con Okita che sconfigge rapidamente Sui Minato. Okita poi si unisce a Kagura battendo Tsukamu Nishino ma i due si ferirono a vicenda durante le loro discussioni. Hijikata riesce anche a vincere la sua lotta contro Itsuki Kitaoji ma subisce ferite e decide di trovare il tempo per Shinpachi di trovare Tae mentre combatte Kyubei. Nel frattempo, Gin, Kondo, l'ultimo Yagyu Four, Aujumu Tojo e il leader di Yagyu, Binbokusai Yagyu, sono intrappolati nel bagno senza carta igienica che li rende incapaci di iniziare a combattere. Kondo e Toyjo alla fine combattono con l'ex vincente ma Kondo si ferisce dopo aver usato la carta vetrata per pulirsi. Gin e Binbokusai sacrificano carte importanti per ripulirsi e combattere proprio mentre Shinpachi trova Tae. Viene a sapere che Kyubei è in realtà una ragazza cresciuta da maschio che cerca di proteggere Tae con la sua nuova forza. Shinpachi è ancora contrario all'accettazione del matrimonio perché Kyubei non capisce il sentimento di Tae e si unisce a Gin nella lotta finale contro Bibokusai e Kyubei. |                                       |                                                                                            |
| 15 | Per una donna, il miglior trucco è il sorriso 「女の一番の化粧は笑顔」 - Onna no ichiban no keshō wa egao | 2 novembre 2006 ISBN 4-08-874274-5    | 4 ottobre 2009 (Planeta DeAgostini) 25 maggio 2016 (Star Comics) ISBN 978-88-6920-930-7    |
| 15 | Capitoli - 122. Tutti amano qualcuno (誰もが誰かを思ってる?, Dare mo ga dare ka o omotteru) - 123. Per una donna, il miglior trucco è il sorriso (女の一番の化粧は笑顔?, Onna no ichiban no keshō wa egao) - 124. La pubblicità su Jump del numero successivo è inaffidabile (ジャンプの次号予告は当てにならない?, Janpu no jigō yokoku wa ate ni naranai) - 125. L'auto si guida basandosi su varie supposizioni (かもしれない運転で行け?, Kamoshirenai unten de ike) - 126. I cuscinetti delle zampe di un cane emanano una piacevole fragranza (犬の肉球はこうばしい匂いがする?, Inu no nikukyū wa kōbashii nioi ga suru) - 127. Prenderai il raffreddore se ti addormenti senza impostare il timer di spegnimento automatico del condizionatore (クーラーはタイマーで切れるようにしてから寝ないと風邪ひくよ?, Kūrā wa taimā de kireru yō ni shite kara nenai to kazehiku yo) - 128. Per avere fortuna, la posizione sociale non conta (運に身分は関係ない?, Un ni mibun wa kankeinai) - 129. Quando si è troppo presi a contare le pecore, spesso non si riesce a dormire (羊数えるの自体に夢中になったりして結局 眠れないことも多い?, Hitsuji kazoeru no jitai ni muchū ni nattari shite kekkyoku nemurenai koto mo ōi) - 130. Se mangi sempre roba piccante, ti verranno le emorroidi (辛いもんばっか食べてっと痔になるぞ?, Karai monbakka tabetetto ji ni naru zo) |                                       |                                                                                            |
| 15 | Trama Il gruppo di hinpachi vince la lotta contro lo Yagyu e il matrimonio viene annullato. Tuttavia, Tae e Kyubei rimangono amici di quest'ultimo che desiderano smettere di recitare in modo infantile e diventare più forti. Nel prossimo capitolo Hattori fa amicizia con un bambino a cui è stato assegnato il rapimento, Katsura prende lezioni di guida per ottenere una patente e noleggiare film e Kagura cerca di trovare una ragazza per Sadaharu. Agli Yorozuya viene anche chiesto di lavorare nel bar di Tae e di far passare un buon momento allo Shogun Shigeshige Tokugawa. Negli ultimi due capitoli la sorella maggiore di Okita, Mitsuba, viene da Edo per prepararsi al suo matrimonio. Tuttavia, Mitsuba ha una cattiva salute e dovrebbe vivere per un breve periodo. Hijikata apprende che il fidanzato di Mitsuba commercia illegalmente armi e decide di andare ad arrestarlo contro i desideri di Okita che odia Hijikata per aver attratto sua sorella in passato e aver rifiutato i suoi sentimenti. |                                       |                                                                                            |
| 16 | A una donna che ti chiede cosa sia più importante tra lei e il lavoro, fa' un German Suplex! 「私と仕事どっちが大事なのとかいう女にはジャーマンスープレックス」 - Watashi to shigoto docchi ga daiji na no tokayuu onna ni wa jāmansūpurekkusu | 27 dicembre 2006 ISBN 4-08-874294-X   | 8 novembre 2009 (Planeta DeAgostini) 22 giugno 2016 (Star Comics) ISBN 978-88-226-0052-3   |
| 16 | Capitoli - 131. Gli uomini sono seccanti (男ってメンドくさい?, Otoko tte mendōkusai) - 132. A una donna che ti chiede cosa sia più importante fra lei e il lavoro, fa' un German Suplex! (私と仕事どっちが大事なのとかいう女にはジャーマンスープレックス?, Watashi to shigoto dotchi ga daijina no toka iu on'na ni wa Jāman Sūpurekkusu) - 133. Il miglior posto per nascondere un albero è un bosco (木を隠すなら森?, Ki o kakusunara mori) - 134. Un fumettista può essere considerato un professionista solo quando riesce a conservare le proprie tavole (漫画家は原稿のストックが出来てこそ一人前?, Mangaka wa genkō no sutokku ga dekite koso ichininmae) - 135. Gli uomini hanno un uovo sodo nel cuore (男は心に固ゆで卵?, Otoko wa kokoro ni katayude tamago) - 136. Un genitore, anche se è un furfante, resta un genitore (悪人でも親は親?, Akunin demo oya wa oya) - 137. Un uovo sodo non si schiaccia mai (固ゆで卵は潰れない?, Katayude tamago wa tsuburenai) - 138. Al centro commerciale Loft si può trovare quasi ogni cosa (ロフトにいけば大体何でもある?, Rofuto ni ikeba daitai nani demo aru) - 139. In un gokon, la parte più divertente è l'attesa prima dell'inizio (合コンは始まるまでが一番楽しい?, Gōkon wa hajimaru made ga ichiban tanoshī)                                                                                                |                                       |                                                                                            |
| 16 | Trama Mentre Mitsuba viene ricoverata in ospedale a causa della sua cattiva salute, Hijikata si reca da sola per arrestare il fidanzato di Mitsuba. Comprendendo che Hijikata non voleva che Mitsuba soffrisse al suo fianco, Okita va ad aiutare lo Shinsengumi a fermare i trafficanti di armi e incontra sua sorella nei suoi ultimi momenti. Nei prossimi capitoli, le persone di Edo diventano zombi sospettosamente simili al personaggio principale della serie Kochikame e alla lotta Yorozuya per le loro vite. Un'altra storia segue il detective Heiji Kozenigata che incontra Yorozuya che li assume per aiutarlo a catturare un ladro noto come Fox. Sebbene catturino il ladro, Kozenigata scopre che Fox è in realtà un amico di lui che frequenta. Tojo ha chiesto l'aiuto di Yorozuya per rendere Kyubei attratto dai maschi dopo aver sospettato di voler un intervento di riassegnazione sessuale. Yorozuya, Tae, Katsura e Kondo si riuniscono per attirare Kyubei ignari del fatto che Tojo si sia reso conto di aver sbagliato. |                                       |                                                                                            |
| 17 | I videogiochi... Solo un'ora al giorno! 「ゲームは一日一時間」 - Gēmu wa ichinichi ichijikan | 2 marzo 2007 ISBN 978-4-08-874327-1   | 13 dicembre 2009 (Planeta DeAgostini) 27 luglio 2016 (Star Comics) ISBN 978-88-226-0130-8  |
| 17 | Capitoli - 140. Dovete collaborare alla raccolta differenziata dei rifiuti (ゴミの分別回収にご協力ください?, Gomi no bunbetsu kaishū ni go kyōryoku kudasai) - 141. Nella vita non esiste alcun punto di salvataggio (人生にセーブポイントはない?, Jinsei ni sēbu pointo wanai) - 142. Niente può competere con le lacrime di una donna (女の涙に勝るものなし?, On'na no namida ni masaru mono nashi) - 143. Anche gli oggetti carini, quando sono troppi, fanno impressione (可愛いモノも多すぎると気持ち悪い?, Kawaii mono mo ō sugiruto kimochi warui) - 144. I brani occidentali, tutti se li ricordano solo vagamente (洋楽は皆うろ覚え?, Yōgaku wa mina urooboe) - 145. Chi sostiene di fare qualcosa per il bene di qualcuno, di solito lo fa per se stesso (誰々のためにとか言う奴は大抵自分のためだったりする?, Daredare no tame ni toka iu yatsu wa taitei jibun no tame dattari suru) - 146. Esistono anche dei dati impossibili da cancellare (消せないデータもある?, Kesenai dēta mo aru) - 147. I videogiochi... Solo un'ora al giorno! (ゲームは一日一時間?, Gēmu wa ichinichi ichijikan) - 148. Nei giorni di riposo, non si deve stare attaccati ai videogiochi (休みだからってゲームばっかやっちゃダメ?, Yasumi dakara tte gēmu bakka yatcha dame) |                                       |                                                                                            |
| 18 | Cari uomini, cercate di essere come S.C.I.! 「男達よマダオであれ」 - Otoko tachi yo madao de are | 2 maggio 2007 ISBN 978-4-08-874327-1  | 9 gennaio 2011 (Planeta DeAgostini) 24 agosto 2016 (Star Comics) ISBN 978-88-226-0207-7    |
| 18 | Capitoli - 149. Sia la vita che i videogiochi... sono pieni di bug (人生もゲームもバグだらけ?, Jinsei mo gēmu mo bagu-darake) - 150. Non c'è due senza tre (2度あることは3度ある?, 2-do aru koto wa 3-do aru) - 151. Anche gli eroi si tormentano (ヒーローだって悩んでる?, Hīrō datte nayan deru) - 152. Devi diventare una persona in grado di vedere pregi negli altri, e non solo difetti! (ヒーローだって悩んでる?, Hīrō datte nayan deru) - 153. Quando salite su un treno, aggrappatevi sempre alle maniglie con entrambe le mani (電車に乗るときは必ず両手を吊り革に?, Densha ni noru toki wa kanarazu ryōte o tsurikawa ni) - 154. Cari uomini, cercate di essere come S.C.I.! (男達よマダオであれ?, Otokotachi yo madao de are) - 155. L'amore vince sempre (愛は勝つ?, Ai ha katsu) - 156. Se volete dimagrire, datevi una mossa! (やせたいなら動け?, Yasetainara ugoke) - 157. Se volete dimagrire, non dovete mangiare! (やせたいなら食べるな?, Yasetainara taberuna) |                                       |                                                                                            |
| 19 | Chi si affida troppo alle proprie strategie è causa della propria rovina 「策士 策に溺れる」 - Sakushi saku ni oboreru | 3 agosto 2007 ISBN 978-4-08-874399-8  | 28 settembre 2016 ISBN 978-88-226-0312-8                                                   |
| 19 | Capitoli - 158. Gli ultimi articoli hanno troppe funzioni... (最近のは色々機能つきすぎ?, Saikin no wa iroiro kinou tsukisugi) - 159. Le regole esistono per essere infrante (掟は破るためにこそある?, Okite wa yaburu tame ni soko aru) - 160. Agli otaku piace chiacchierare (オタクは話好き?, Otaku wa hanashizuki) - 161. I veri appassionati ne vogliono sempre tre (アニメは三つ欲しい?, Anime wa mitsuhoshii) - 162. Una linea sottilissima separa pregi e difetti (長所と短所は紙一重?, Chousho to tansho wa kamihitoe) - 163. Una divisa ti fa sembrare migliore del 20% (制服は二割増し?, Seifuku wa niwarimashi) - 164. Non si gioca sui binari (線路で遊んじゃいけません?, Senro de asonjyai ikemasen) - 165. Chi si affida troppo alle proprie strategie è causa della propria rovina (策士 策に溺れる?, Sakushi saku ni oboreru) - 166. Le cose importanti difficilmente si notano (大切なものは見えにくい?, Taisetsu na mono wa mienikui) |                                       |                                                                                            |
| 20 | Le vacanze estive ci rendono ancora più felici... prima che inizino 「夏休みは始まる前が一番楽しい」 - Natsuyasumi wa hajimaru mae ga ichiban tanoshii | 4 ottobre 2007 ISBN 978-4-08-874424-7 | 26 ottobre 2016 ISBN 978-88-226-0335-7                                                     |
| 20 | Capitoli - 167. Bisogna sempre ascoltare quello che hanno da dire gli altri (人の話をちゃんと聞け?, Hito no hanashi wo chanto kike) - 168. Ritmo e tempismo sono importanti in ogni cosa (何事もノリとタイミング?, Nanigoto mo norito Taimingu) - 169. Le cose che meno piacciono alla gente fanno più tenerezza (好かれないものほど愛おしい?, Sukarenai mono hodo itoshii) - 170. Beata ignoranza! (知らぬが仏?, Shiranu ga hotoke) - 171. Se siete uomini, non dovete rassegnarvi! (男なら諦めるな?, Otoko nara akirameru na) - 172. Mi detesto perché c'è il 100% di probabilità che dimentichi l'ombrello (ほぼ100%の確率でビニール傘を置き忘れてくる自分が嫌い?, Hobo 100% no kakuritsu de biniiru kasa o okiwasurete kuru jibun ga kirai) - 173. La vita è un continuo esame (人生は試験だ?, Jinsei wa shiken da) - 174. Le vacanze estive ci rendono ancora più felici... prima che inizino (夏休みは始まる前が一番楽しい?, Natsuyasumi wa hajimaru mae ga ichiban tanoshii) - 175. Anche la solitudine è importante (一人の時間も大事?, Hitori no jikan mo daiji) |                                       |                                                                                            |

## Volumi 21-30
| Nº | Titolo italiano Giapponese 「Kanji」 - Rōmaji | Data di prima pubblicazione             | Data di prima pubblicazione             |
| Nº | Titolo italiano Giapponese 「Kanji」 - Rōmaji | Giapponese                              | Italiano                                |
| 21 | Anche se ti incurvi con l'età, sta' dritto! 「腰は曲がってもまっすぐに」 - Koshi wa magatte mo massugu ni | 4 dicembre 2007 ISBN 978-4-08-874445-2  | 23 novembre 2016 ISBN 978-88-226-0375-3 |
| 21 | Capitoli - 176. Conta più l'esperienza che il carapace di una tartaruga (亀の甲より年の功?, Kamenokō yori toshinokō) - 177. Nonostante l'età avanzata, si è ancora arzilli (老いてなおお盛ん?, Oite nao o sakan) - 178. Quando iniziano le vacanze estive per i bambini, anche gli adulti non stanno più nella pelle (子供の夏休みが始まると大人も何かワクワクする?, Kodomo no natsuyasumi ga hajimaru to otona mo nanika wakuwaku suru) - 179. La bellezza è come un frutto d'estate (美は夏の果実の如き物?, Bi wa natsu no kajitsu nogotoki mono) - 180. Anche se ti incurvi con l'età, sta' dritto! (腰は曲がってもまっすぐに?, Koshi wa magatte mo massugu ni) - 181. Un uomo assapora da solo il sakè, ammirando la luna (男は一人で月見酒?, Otoko wa hitori de tsukimi sake) - 182. I fiori su un albero secco (枯れ木に花?, Kareki ni hana) - 183. Chi si alza e lavora può considerarsi fortunato (起きて働く果報者?, Okite hataraku kahō mono) - 184. Spesso i figli sono irriconoscenti verso i genitori (親の心 子知らず?, Oya no kokoro-ko-shirazu) |                                         |                                         |
| 22 | Abbiamo tutti un driver nel cuore! 「いつも心に一本のドライバー」 - Itsumo kokoro ni ichi hon no doraibā | 4 febbraio 2008 ISBN 978-4-08-874475-9  | 21 dicembre 2016 ISBN 978-88-226-0412-5 |
| 22 | Capitoli - 185. Meno se ne parla, meglio è (言わぬが花?, Iwanuga hana) - 186. Restituisci sempre ciò che ti sei fatto prestare dagli altri (借りたものは返せ?, Karita mono wa kaese) - 187. Non si deve rimettere sul nastro un piatto già preso (一度取った皿は戻さない?, Ichido totta sara wa modosanai) - 188. Pulire l'orinatoio equivale a ripulire il proprio animo (便器を磨く事これ心を磨く事なり?, Benki o migaku koto kore kokoro o migaku kotonari) - 189. Per un profano è sufficiente averne uno a croce e uno a taglio (素人はプラスとマイナスだけで十分だ?, Shirōto wa purasu to mainasu dakede jūbunda) - 190. La fantasia si sviluppa in seconda media (想像力は中2で培われる?, Sōzō-ryoku wa chū 2 de tsuchikawa reru) - 191. I parametri nella realtà e quelli nei videogiochi in rete sono inversamente proporzionali (現実とネットゲームのパラメーターは反比例する?, Genjitsu to netto gēmu no paramētā wa hanpirei suru) - 192. Abbiamo tutti un driver nel cuore! (いつも心に一本のドライバー?, Itsumo kokoro ni Ippon no doraibā) - 193. Prison Break - season 2 non descrive più un'evasione da un carcere, perché i protagonisti sono già fuggiti dalla prigione, non trovate? (プリズンブレイク シーズン2｣ってアレもうプリズンをブレイクしてるからプリズンブレイクじゃなくね??, Purizun Bureiku - shīzun 2 tte are mō Purizun o Bureiku shi terukara Purizun Bureiku janaku ne?) |                                         |                                         |
| 23 | In viaggio, quasi tutti litigano 「旅行先ではだいたいケンカする」 - Ryokō saki de wa daitai kenka suru | 4 aprile 2008 ISBN 978-4-08-874496-4    | 25 gennaio 2017 ISBN 978-88-226-0454-5  |
| 23 | Capitoli - 194. Siamo tutti detenuti in gabbia che cercano di evadere (人は皆 自分という檻を破る脱獄囚?, Hitohamina jibun to iu ori o yaburu datsugoku-shū) - 195. A volte, parliamo del passato (時には昔の話をしようか?, Toki ni wa mukashi no hanashi wo shiyō ka) - 196. In viaggio, quasi tutti litigano (旅行先ではだいたいケンカする?, Ryokō-sakide wa daitai kenka suru) - 197. Quei buoni a nulla di Gin e Sua Eccellenza (銀と閣下の穀潰し?, Gin to kakka no gokutsubushi) - 198. È inevitabile che sugli slip da uomo si crei la macchia di una striscia di cacca (ブリーフのウン筋は絶対不可避?, Burīfu no unsuji wa zettai fukahi) - 199. È più facile dipingere i personaggi quando sono deformati (ディフォルメだと色塗るのが楽?, Diforume dato iro nuru no ga raku) - 200. Andiamo avanti senza far caso al fatto che sia il duecentesimo episodio (二百回とか気にしないでいこうか?, Ni hyaku-kai toka ki ni shinaide ikou ka) - 201. Quando si tratta l'argomento fantasmi occorre avere prudenza (幽霊ネタやる時は慎重に?, Yūrei neta yaru toki wa shinchō ni) - 202. In un pacchetto, una o due sigarette puzzano di cacca di cavallo (タバコは一箱に一、二本馬糞みたいな匂いのする奴が入っている?, Tabako wa hitohako ni ichi, nihon bafun mitai na nioi no suru yatsu ga haitte iru) |                                         |                                         |
| 24 | E infine cose che non si capiscono pur incontrandosi 「会ってもわからないこともある」 - Atte mo wakaranai koto mo aru | 4 luglio 2008 ISBN 978-4-08-874524-4    | 22 febbraio 2017 ISBN 978-88-226-0479-8 |
| 24 | Capitoli - 203. Ci sono cose che si possono trasmettere solo per iscritto (文字でしか伝わらないものがある?, Moji de shika tsutawaranai mono ga aru) - 204. E cose che non si possono trasmettere solo per iscritto (文字だけじゃ伝わらないものもある?, Moji dake ja tsutawaranai mono mo aru) - 205. Poi ci sono cose che non si capiscono senza incontrarsi (会わないとわからないこともある?, Awanai to wakaranai koto mo aru) - 206. E infine cose che non si capiscono pur incontrandosi (会ってもわからないこともある?, Atte mo wakaranai koto mo aru) - 207. Fate attenzione alla roba trovata per strada che mangiate! (拾い食いに気をつけろ?, Hiroi-gui ni kiwotsukero) - 208. Gli amanti dei gatti e quelli dei cani non possono andare d'accordo (猫好きと犬好きは相容れない?, Nekozuki to inuzuki wa aiirenai) - 209. Non farti coraggio con l'alcol (酒の勢いに任せるな?, Sake no ikioi ni makaseru na) - 13-THIRTEEN (サーティーン?, Sātīn) |                                         |                                         |
| 25 | L'utilizzo di pagine doppie è tipico di Jump 「見開きを使うとジャンプっぽい」 - Mihiraki o tsukau to Janpu ppoi | 4 settembre 2008 ISBN 978-4-08-874564-0 | 22 marzo 2017 ISBN 978-88-226-0527-6    |
| 25 | Capitoli - 210. Non si tiene il portafogli nella tasca di dietro! (財布は尻(ケツ)ポケットに入れる?, Saifu wa shiri (ketsu) poketto ni ireru) - 211. Le belle rose hanno le spine (綺麗な薔薇には棘がある?, Kireina bara ni wa toge ga aru) - 212. Bisogna fare attenzione a chi apre l'ombrello quando c'è bel tempo! (晴れの日に雨傘さす奴には御用心?, Hare no hi ni amagasa sasu yatsu niwa goyōjin) - 213. L'utilizzo di pagine doppie è tipico di Jump (見開きを使うとジャンプっぽい?, Mihiraki o tsukau to Janpu ppoi) - 214. I bisogni si fanno prima di iniziare un duello! (決闘前には用を足せ?, Kettō mae ni wa yō o tase) - 215. Intromettersi in una rissa è pericoloso (ケンカの横槍は危険?, Kenka no yokoyari wa kiken) - 216. C'è chi pensa che le tette piccole siano belle, ma è come dire che Rambo non è violento, o che la parola "collega" suoni come la frase "ah, una verruca!" (微乳とと美乳を同じだと思っている奴が多いけれど ランボーと乱暴くらい違うからね ｢相棒｣と｢あっ疣(いぼ)｣くらい違うからね?, Binyū to to binyū o onajida to omotte iru yatsu ga ōikeredo Ranbō to Ranbō kurai chigaukara ne `aibō' to `atsuibo (ibo)' kurai chigaukara ne) - 217. La vita è una scelta continua (人生は選択肢の連続?, Jinsei wa sentakushi no renzoku) - 218. Solo la mamma può mettere fine a un litigio tra fratelli (兄妹喧嘩を止められるのは母ちゃんだけ?, Kyōdai kenka o tome rareru no wa kāchan dake) |                                         |                                         |
| 26 | Il sakè bevuto di giorno ha un sapore diverso 「昼間に飲む酒は一味違う」 - Hiruma ni nomu sake wa hitoaji chigau | 4 dicembre 2008 ISBN 978-4-08-874591-6  | 26 aprile 2017 ISBN 978-88-226-0564-1   |
| 26 | Capitoli - 219. Chi dice spesso "sto per arrabbiarmi sul serio" quasi certamente non si arrabbierà (｢マジキレそうだわ｣を多用する奴はまずキレない?, `Majikire-sōda wa' o tayō suru yatsu wa mazu kire nai) - 220. I più subdoli hanno un bel sorriso (腹黒い奴程 笑顔がキレイ?, Haraguroi yatsu hodo egao ga kirei) - 221. La notte non è mai infinita (明けない夜はない?, Akenai yoru hanai) - 222. Una bestia sta su quattro zampe, un uomo su due con orgoglio e ostentazione (四本足で立つのが獣二本足と意地と見栄で立つのが男?, Yonhon'ashi de tatsu no ga kemono nihon'ashi to iji to mie de tatsu no ga otoko) - 223. Mai fidarsi di una conversazione avuta a letto! (寝物語は信用するな?, Nemonogatari wa shin'yō suruna) - 224. E mai fidarsi delle donne che lavorano nei locali notturni! (水商売の女は信するな?, Mizu shōbai no on'na wa shin suru na) - 225. I capelli mossi naturali non cambiano anche se si bruciano (天然パーマは燃えても変わらない?, Ten'nen pāma wa moete mo kawaranai) - 226. Più ci si fa avanti, più ci si allontana (手をのばす程に遠くなる?, Te o nobasu hodo ni tōku naru) - 227. Ogni legame cambia a seconda delle persone (絆の色は十人十色?, Kizuna no iro wa jūnintoiro) - 228. Il sakè bevuto di giorno ha un sapore diverso (昼間に飲む酒は一味違う?, Hiruma ni nomu sake wa hitoajichigau) |                                         |                                         |
| 27 | Quando si divide in due un chupet, è meglio averne uno di quelli con una specie di manico... Anche berlo da lì non è affatto male 「天は人の上に人をつくらず髷をつくりました」 - Ten wa hito no ue ni hito o tsukura zu mage o tsukuri mashi ta hiruma ni nomu sake wa hitoaji chigau | 4 febbraio 2009 ISBN 978-4-08-874629-6  | 24 maggio 2017 ISBN 978-88-226-0583-2   |
| 27 | Capitoli - 229. Gli adulti sono gli istruttori di ogni bambino (全ての大人達は全ての子供達のインストラクター?, Subete no otonatachi wa subete no kodomotachi no insutorakutā) - 230. Si deve creare da soli un posto dove stare (己の居場所は己で作るものなり?, Onore no ibasho wa onore de tsukuru mononari) - 231. Le chiacchiere che si fanno dal barbiere sono le meno importanti al mondo (床屋で交わされる店員との会話は世界で一番どうでもいい?, Tokoya de kawasa reru ten'in to no kaiwa wa sekai de ichiban dō demoī) - 232. Sopra l'uomo, il cielo non ha messo nessun altro uomo, ma un mage (天は人の上に人をつくらず 髷をつくりました?, Ten wa hito no ue ni hito o tsukurazu mage o tsukuri mashita) - 233. La chiusura lampo si deve tirare su lentamente (チャックはゆっくり引きあげろ?, Chakku wa yukkuri hikiagero) - 234. I cattivi dormono meglio (悪い奴程よく眠る?, Warui yatsu hodoyoku nemuru) - 235. Quando si divide in due un chupet, è meglio averne uno di quelli con una specie di manico... Anche berlo da lì non è affatto male (チューパットを二つに分ける時はあの持つトコある奴の方がなんかイイ あそこから飲むのもオツ?, Chūpatto o futatsu ni wakeru toki wa, ano motsu toko aru yatsu no hō ga nanka ii, asoko kara nomu no mo otsu) - 236. Ad una festa di compleanno, il festeggiato sembra completamente diverso dal solito (誕生日会はいつものアイツが違う奴に見える?, Tanjōbikai wa itsumo no aitsu ga chigau yakko ni mieru) - 237. Chi dorme bene cresce bene (寝る子は育つ?, Neruko ha sodatsu) |                                         |                                         |
| 28 | Ci vuole un certo coraggio a frequentare una certa bancarella 「屋台に入るには微妙に勇気がいる」 - Yatai ni hairu ni wa bimyō ni yūki ga iru | 3 aprile 2009 ISBN 978-4-08-874650-0    | 28 giugno 2017 ISBN 978-88-226-0603-7   |
| 28 | Capitoli - 238. Ci vuole un certo coraggio a frequentare una certa bancarella (屋台に入るには微妙に勇気がいる?, Yatai ni hairu ni wa bimyō ni yūki ga iru) - 239. Quando si radunano degli uomini, qualunque luogo diventa un campo di battaglia (男が揃えばどんな場所でも戦場になる?, Otoko ga soroeba don'na basho demo senjō ni naru) - 240. Quando un tuo amico si ferisce, portalo subito all'ospedale (友達がケガしたらすぐに病院へ?, Tomodachi ga kega shitara sugu ni byōin e) - 241. In una scatola, un mandarino marcio fa marcire tutti gli altri senza che nessuno se ne accorga (みかんは一個腐るといつの間にかダンボール中のみかんを腐らせる?, Mikan wa ichi-ko kusaru to itsunomanika danbōru-chū no mikan o kusara seru) - 242. Agli occhi di uno straniero, noi siamo stranieri. E agli occhi di un alieno, noi siamo alieni (外国人から見たらこっちも外国人宇宙人から見たらこっちも宇宙人?, Gaikoku hito kara mitara kotchi mo gaikoku hito uchū hito kara mitara kotchi mo uchūbito) - 243. Laputa - Castello nel cielo si rivede sempre volentieri (何回見てもラピュタはいい?, Nankai mite mo rapyuta waī) - 244. L'amore è sempre disinteressato (愛とは無償のものなり?, Ai to wa mushō no mononari) - 245. Una nave nera è appariscente anche quando affonda (黒船は沈む時も派手?, Kurofune wa shizumu toki mo hade) - 246. La "fortuna" bussa sempre due volte (柳の下にどじょうは沢山いる?, Yanagi no shita ni dojō wa takusan iru)                                                                                |                                         |                                         |
| 29 | Un ragno in piena notte è di cattivo auspicio 「夜の蜘蛛は縁起が悪い」 - Yoru no kumo wa engi ga warui | 3 luglio 2009 ISBN 978-4-08-874699-9    | 26 luglio 2017 ISBN 978-88-226-0644-0   |
| 29 | Capitoli - 247. I poligoni smussati rendono meno spigolosi anche i cuori delle persone (なめらかなポリゴンは人の心もなめらかにする?, Namera kana porigon wa hito no kokoro mo nameraka ni suru) - 248. Il corpo umano è un microcosmo (人の身体は小宇宙?, Hito no karada wa shōuchū) - 249. Due eroi a una festa hanno lo stesso effetto della formula Medapani (パーティーに勇者が二人いるとメダパニと同じ効果がある?, Pātī ni yūsha ga ni-ri iru to Medapani to onaji kōka ga aru) - 250. Gli stupidi prescelti (導かれしバカたち?, Michibika reshi baka-tachi) - 251. Poi, verso la leggenda... (そして伝説へ?, Soshite densetsu he) - 252. Il bastone e la carota possono essere utili a seconda di come vengono usati (アメとムチは使いよう?, Ametomuchi wa tsukai-yō) - 253. Quando si è rinchiusi, si apre la porta del proprio cuore (人は閉じ込められると自分の中の扉が開く?, Hito wa tojikome rareruto jibun no naka no tobira ga hiraku) - 254. Un ragno in piena notte è di cattivo auspicio (夜の蜘蛛は縁起が悪い?, Yoru no kumo wa engigawarui) - 255. Una volta avviluppati, i fili di un ragno difficilmente si districano (蜘蛛の糸は一度絡まるとなかなかとれない?, Kumo no ito wa ichido karamaru to nakanaka torenai) |                                         |                                         |
| 30 | La grandezza delle areole è proporzionale alla grandezza d'animo 「乳輪のデカさと人間のデカさは比例する」 - Chichi wa no deka sa to ningen no deka sa wa hirei suru | 4 settembre 2009 ISBN 978-4-08-874728-6 | 25 agosto 2017 ISBN 978-88-226-0669-3   |
| 30 | Capitoli - 256. Una bella donna stufa in tre minuti, una bruttina può durare in eterno (美人は3分で飽きるがブサイクは永久不滅?, Bijin wa sanbun de akiru ga busaiku wa eikyūfumetsu) - 257. Un filo può provocare un incendio (糸一本火事の元?, Ito ippon kaji no moto) - 258. Un maestro non ti precede, ma va avanti insieme a te (師は先に往く者ではなく共に往く者?, Shi wa saki ni yuku mono de wa naku tomo ni yuku mono) - 259. Chi è superficiale mette più paura quando si arrabbia (チャランボランな奴ほど怒ると恐い?, Charanboran na yatsu hodo okoru to kowai) - 260. Più è importante il carico, più è difficile addossarselo (大切な荷ほど重く背負い難い?, Taisetsu na ni hodo omoku seoigatai) - 261. Sdebitati subito, non appena ti accorgi di aver ricevuto un beneficio (恩返しは気づいた時にやっておけ?, Ongaeshi wa kidzuita toki ni yatte oke) - 262. Attenzione a donne e alcol (酒と女はワンセットで気をつけろ?, Sake to onna wa wansetto de ki o tsukero) - 263. Nessuno, a qualunque età, vuole andare dal dentista (幾つになっても歯医者は嫌?, Ikutsu ni natte mo haisha wa iya) - 264. La grandezza delle areole è proporzionale alla grandezza d'animo (乳輪のデカさと人間のデカさは比例する?, Nyūrin no dekasa to ningen no dekasa wa hirei suru) |                                         |                                         |

## Volumi 31-40
| Nº | Titolo italiano Giapponese 「Kanji」 - Rōmaji | Data di prima pubblicazione            | Data di prima pubblicazione              |
| Nº | Titolo italiano Giapponese 「Kanji」 - Rōmaji | Giapponese                             | Italiano                                 |
| 31 | Al diavolo la votazione dei personaggi preferiti! 「人気投票なんか糞食らえ」 - Ninki tōhyō nanka kuso kurae | 4 novembre 2009 ISBN 978-4-08-874749-1 | 27 settembre 2017 ISBN 978-88-226-0698-3 |
| 31 | Capitoli - 265. Al diavolo la votazione dei personaggi preferiti! (人気投票なんて糞食らえ?, Ninki tōhyō nante kusokurae) - 266. Addio, amico... (人気投票なんて燃えて灰になれ?, Ninki tōhyō nante moete hai ni nare) - 267. La votazione dei personaggi preferiti dovrebbe procurarsi una frattura comminuta sbattendo la testa contro un angolo di tofu! (人気投票なんて豆腐の角に頭をぶつけて粉砕骨折しろ?, Ninki tōhyō nante tōfu no kado ni atama o butsukete funsaikossetsu shiro) - 268. La cosiddetta votazione dei personaggi preferiti... (人気投票なんて…?, Ninki tōhyō nante...) - 269. "Sulla puntura di un'ape, metti un po' di pipì"... È una superstizione! Fate attenzione, potrebbe infettarsi! (蜂に刺されたら小便かけるってアレは迷信ですバイ菌入るから気をつけようね!!?, Hachi ni sasaretara shōben kakerutte are wa meishin desu baikin ga hairu kara ki o tsukeyō ne!!) - 270. Attenzione al flag della morte (死亡フラグに気をつけろ?, Shibō furagu ni ki o tsukero) - 271. Alcune cose bisogna difenderle pur sporcandosi (汚れても護らなければいけないものがある?, Yogoretemo mamoranakereba ikenaimono ga aru) - 272. Quando annienti quel flag, dovrai dire addio (フラグを踏んだらサヨウナラ?, Furagu o fundara sayōnara) - 273. Il luogo degli esercizi trasmessi in radio serve a far socializzare i ragazzi (ラジオ体操は少年少女の社交場?, Rajio taisō wa shōnenshōjo no shakōba)                                                                                                |                                        |                                          |
| 32 | Il blues dei gatti randagi di Kabukicho 「かぶき町野良猫ブルース」 - Kabukichō noraneko burūsu | 4 gennaio 2010 ISBN 978-4-08-874785-9  | 25 ottobre 2017 ISBN 978-88-226-0742-3   |
| 32 | Capitoli - 274. Portate sempre a termine il diario di osservazione (観察日記は最後までやりきろう?, Kansatsu nikki wa saigo made yarikirō) - 275. Quando cerchi qualcosa, fallo con il punto di vista di ciò che cerchi (捜しものをする時はそいつの目線になって捜せ?, Sagashimono o suru toki wa soitsu no mesen ni natte sagase) - 276. "Shimura! Dietro di te!". Quando si dice così, lui ne è già pienamente consapevole! (｢志村うしろォォォ｣ってアレホントは志村気づいてんだぜ!!?, "Shimura ushiroooo"tte are honto ni Shimura kizuitendaze!!) - 277. Libertà non è porsi al di fuori della legge, ma vivere seguendo le proprie regole (自由とは無法ではなく己のルールで生きること?, Jiyū to wa muhō de wa naku onore no rūru de ikiru koto) - 278. A seconda di come vengono usati, pure i gatti (stupidi) e le code possono essere utili (猫と尻尾は使いよう?, Baka to shippo wa tsukaiyō) - 279. Il blues dei gatti randagi di Kabukicho (かぶき町野良猫ブルース?, Kabukichō noraneko burūsu) - 280. Saper cucinare è frutto della tenacia (料理は根性?, Ryōri wa konjō) - 281. Quando sento la parola "Leviathan", mi viene in mente Sazae-san... Quanto sono scemo! (リヴァイアサンってきいたらどうしてもサザエさんがチラつく俺のバカ!!?, Rivaiasan-tte kiitara dōshite mo sazae-san ga chiratsuku ore no baka!!) - 282. Mai farsi sconfiggere dalla pioggia (雨ニモ負ケズ?, Ame ni mo makezu) |                                        |                                          |
| 33 | Vorrei diventare così forte e bello 「ソンナ強ク美シイモノニ私ハナリタイ」 - Sonna tsuyoku utsukushii mono ni watashi wa naritai | 2 aprile 2010 ISBN 978-4-08-870021-2   | 22 novembre 2017 ISBN 978-88-226-0772-0  |
| 33 | Capitoli - 283. Non farti sconfiggere dal vento (映画の期待値の高さと前の観客の座高は比例する?, Eiga no kitaichi no takasa to mae no kankyaku no zakō wa hirei suru) - 284. Non farti sconfiggere dalla tempesta (風ニモ負ケズ?, Kaze ni mo makezu) - 285. Non farti sconfiggere dalla lancia (嵐ニモ負ケズ?, Arashi ni mo makezu) - 286. Non farti sconfiggere dal meteorite (隕石ニモ負ケズ?, Inseki ni mo makezu) - 287. Non farti sconfiggere né dai demoni né dagli eretici (天魔外道ニモ負ケズ?, Tenmagedō ni mo makezu) - 288. Cerca di avere sempre la faccia sorridente (イカナル時ニモ笑顔ヲ絶ヤサナイ?, Ikanaru toki ni mo egao o tayasenai) - 289. Vorrei diventare così forte e bello (ソンナ強ク美シイモノニ私ハナリタイ?, Sonna tsuyoku utsukushii mono ni watashi wa naritai) - 290. Il rosso di Santa Claus è il colore del sangue (サンタクロースの赤は血の色?, Santakurōzu no aka wa chi no iro) - 291. Santa Claus non consegna un regalo, ma un sogno (サンタが届けるはプレゼントではなく夢?, Santa ga todokeru wa purezento de wa naku yume) |                                        |                                          |
| 34 | In una città senza legge si radunano soltanto svitati 「無法の街に集うはキャッホーな奴ばかり」 - Muhō no machi ni tsudou wa kyahhō na yatsu bakari | 30 aprile 2010 ISBN 978-4-08-870047-2  | 20 dicembre 2017 ISBN 978-88-226-0803-1  |
| 34 | Capitoli - 292. Tutti gli esseri umani sono Santa (人類みなサンタ?, Jinrui mina Santa) - 293. Dovete pensare a un'alimentazione equilibrata (食事はバランスを考えろ?, Shokuji wa baransu o kangaero) - 294. Scrivete le cartoline di buon anno con una penna con punta a pennello (年賀状は筆ペンでいけ?, Nengajō wa fudepen de ike) - 295. Conta più il cuore che il cacao (カカオよりココロ?, Kakao yori kokoro) - 296. La ragazza immagine di un negozio che vende insegne con immagini chiamatela "immagine due volte", dato che la ripetizione è una seccatura (看板屋の看板娘はもう面倒なんで二枚の板と呼べ?, Kanbanya no kanban musume wa mō mendō nande nimai no ita to yobe) - 297. In una città senza legge si radunano soltanto svitati (無法の街に集うはキャッホーな奴ばかり?, Muhō no machi ni tsudou wa kyahhō na yatsu bakari) - 298. A stare con i rifiuti si finisce per puzzare (ゴミに交われば臭くなる?, Gomi ni majiwareba kusaku naru) - 299. Quando decideranno la pettinatura di Joe Odagiri e l'uscita del seguito di Shenmue? (オダギリジョーの髪型とシェンムーの続編発売はいつになったら決定するんですか?, Odagiri Jō no kamigata to Shenmū no zokuhen hatsubai wa itsu ni nattara kettei surundesu ka) - 300. In un cimitero, solo i fantasmi si scatenano (墓場で暴れるのは幽霊だけでない?, Hakaba de abareru no wa yūrei dake de nai) |                                        |                                          |
| 35 | Mi permetta di presentarmi! 「お控えなすって!!」 - O hikae nasutte!! | 4 agosto 2010 ISBN 978-4-08-870086-1   | 24 gennaio 2018 ISBN 978-88-226-0840-6   |
| 35 | Capitoli - 301. Il dovere dei giovani è quello di assistere alla morte degli anziani, quello degli anziani è di assistere alla vita dei giovani (若者の務めは老人の死を看とること 老人の務めは若者の生を看とること?, Wakamono no tsutome wa rōjin no shi o mi toru koto rōjin no tsutome wa wakamono no nama o mi toru koto) - 302. La catena dei veri uomini (侠の鎖?, Kyan no kusari) - 303. Un legame che non si spezza, anche dopo 30 volumi (30巻あいても切れない絆?, 30-kan aite mo kirenai kizuna) - 304. La città di ferro (鉄の街?, Tetsu no machi) - 305. Quando si vede un vecchio con una giovane donna, l'immaginazione corre... in vari sensi (ジジイと若い女が一緒にいると何か色々想像力が増す?, Jijī to wakai on'na ga issho ni iru to nanika iroiro sōzō-ryoku ga masu) - 306. Con ostinazione, audacia, furbizia e flessibilità (しぶとくずぶとくしたたかにしなやかに?, Shibutoku zubutoku shitataka ni shinayaka ni) - 307. La battaglia delle scimmie (猿公達の闘い?, Sarukō-tachi no tatakai) - 308. La pipa e il jitte (煙管と十手?, Kiseru to jitte) - 309. Mi permetta di presentarmi! (お控えなすって!!?, O hikae nasutte!!) |                                        |                                          |
| 36 | Jugemu 「寿限無」 - Kotobuki kagiri nashi | 4 ottobre 2010 ISBN 978-4-08-870111-0  | 21 febbraio 2018 ISBN 978-88-226-0894-9  |
| 36 | Capitoli - 310. Questo meraviglioso mondo è pieno di furfanti (悪党だらけの この素晴らしき世界?, Akutō-darake no kono subarashiki sekai) - 311. Pari o dispari (丁か半か?, Chōkahanka) - 312. È impossibile ricorrere a tecniche ultra micidiali... I comandi sono troppo difficili! (超必殺コマンドは難すぎて出せない?, Chō hissatsu komando wa kata sugite dasenai) - 313. Siamo tutti guerrieri che combattono contro il destino (人は皆運命と戦う戦士?, Hitohamina unmei to tatakau senshi) - 314. Jugemu (寿限無?, Kotobuki kagiri nashi) - 315. Il nome di una cosa ne rivela l'identità (名は体を表す?, Naha taiwo arawasu) - 316. Quando si partecipa a un funerale per la prima volta, si rimane sempre sorpresi di trovare tutti più allegri di quanto si immaginasse (葬式って初めていくと意外とみんな明るくてビックリする?, Sōshiki tte hajimete ikuto igaito min'na akarukute bikkuri suru) - 317. Il tè alla curcuma ci induce a guardare ogni cosa due volte (ウコン茶は二度見してしまう?, Ukon cha wa nidomi shite shimau) - 318. Gli occhiali fanno parte dell'anima (メガネは魂(こころ)の一部です?, Megane wa tamashī (kokoro) no ichibudesu) |                                        |                                          |
| 37 | Dopo le vacanze estive, tutti sembrano un po' più maturi 「夏休みあけは皆ちょっと大人に見える」 - Natsuyasumi ake wa mina chotto otona ni mieru | 3 dicembre 2010 ISBN 978-4-08-870145-5 | 14 marzo 2018 ISBN 978-88-226-0928-1     |
| 37 | Capitoli - 319. ZZZ - 320. L'annientamento VS. Il colpo micidiale (滅殺VS必殺?, Messatsu VS Hissatsu) - 321. Esistono cose che anche con gli occhiali non si vedono (メガネじゃ見えないものがある?, Megane ja mienai mono ga aru) - 322. Non c'è due senza tre (二度あることは三度ある?, Nidoarukotohasandoaru) - 323. A proposito di piscina... Ci si immagina sempre che una certa parte del corpo possa involontariamente scoprirsi (プールといったらポロリ?, Pūru to ittara Porori) - 324. Dopo le vacanze estive, tutti sembrano un po' più maturi (夏休みあけは皆ちょっと大人に見える?, Natsuyasumi-ake wa mina chotto otona ni mieru) - 325. Anche dopo quelle invernali (冬休みあけも皆けっこう大人に見える?, Fuyuyasumi ake mo mina kekkō otona ni mieru) - 326. Ma si può dire lo stesso anche dopo la Golden Week (GWあけも見えるっちゃあ見える?, GW ake mo mieru tchā mieru) - 327. Le candele sono un po' eccitanti, vero? (ロウソクってちょっとドキドキするよね?, Rōsoku tte chotto dokidoki suru yo ne) - 328. Le chele di un granchio recidono pure i legami (カニのハサミは絆を断つハサミ?, Kani no hasami wa kizuna wo tatsu hasami) |                                        |                                          |
| 38 | La situazione familiare di un uomo di una certa età è molto dura 「おっさんの家庭事情は大分ハード」 - Ossan no katei jijō wa ōita hādo | 4 febbraio 2011 ISBN 978-4-08-870176-9 | 18 aprile 2018 ISBN 978-88-226-0982-3    |
| 38 | Capitoli - 329. La situazione familiare di un uomo di una certa età è molto dura (おっさんの家庭事情は大分ハード?, Ossan no katei jijō wa ōita hādo) - 330. Il cuore di un uomo di una certa età è più tenero di quanto si immagini (おっさんのハートは意外とソフト?, Ossan no hāto wa igaito sofuto) - 331. Una gita per studiare la vita sociale è una buona occasione per imparare molte cose, anche per gli adulti (社会見学は大人にとっても学ぶ事の多い場?, Shakai kengaku wa otona ni tottemo manabu koto no ōi ba) - 332. Onestamente non mi ricordo minimamente di una gita fatta in una fabbrica (工場見学とか正直一つたりとも記憶に残ってねェ?, Kōjō kengaku toka shōjiki hitotsu tari tomo kioku ni nokotte nē) - 333. Tutti, inconsapevolmente, finiamo per fregare qualcosa che ci è stato prestato (人はしらないうちに借りパクという罪を犯している?, Hito wa shiranai uchi ni karipaku to iu tsumi o okashite iru) - 334. Nei bagni pubblici si è completamente nudi, sia fisicamente che mentalmente (銭湯では身も心も丸裸?, Sentōde wa mimokokoromo maruhadaka) - UN TEPPISTA SELVAGGIO DI PASSAGGIO (ばんからさんが通る?, Ban kara-san ga tōru) |                                        |                                          |
| 39 | Esistono cose che anche al banchetto di fine anno non si devono dimenticare mai 「忘年会でも忘れちゃいけないものがある」 - Bōnenkai demo wasurecha ikenai mono ga aru | 4 aprile 2011 ISBN 978-4-08-870208-7   | 16 maggio 2018 ISBN 978-88-226-1006-5    |
| 39 | Capitoli - 335. Che tu sia un amante di Camelia, Vidal Sassoon o Timotei, quando ci si lava reciprocamente la schiena ci si fonde in un tutt'uno (椿派もヴィダルサスーン派もティモテ派も背中を流し合えば一つ?, Tsubaki-ha mo Vuidaru Sasūn ha mo Timote ha mo senaka o nagashi aeba hitotsu) - 336. Esistono cose che anche al banchetto di fine anno non si devono dimenticare mai (忘年会でも忘れちゃいけないものがある?, Bōnenkai demo wasurecha ikenai mono ga aru) - 337. Nessun problema! (だいじょうぶだ〜?, Daijōbuda〜) - 338. Fa' attenzione alla signora della porta accanto! (隣の奥様にも気をつけろ?, Tonari no okusama ni mo kiwotsukero) - 339. Dimenticare qualcosa aiuta a continuare a vivere (人は忘れることで生きていける?, Hito wa wasureru koto de ikiteikeru) - 340. Nella seconda stagione di Prison Break i protagonisti sono già evasi, ma dato che questa marcia società è come una prigione, il titolo resta corretto (プリズンブレイクシーズン2って確かにもうプリズンブレイクしてるけどあれはこの腐った社会がプリズンってことだからプリズンブレイクでいいんだよ?, Purizun Bureiku shīzun 2 tte tashika ni mō Purizun Bureiku shi terukedo are wa kono kusatta shakai ga Purizun tte kotodakara Purizun Bureikude īnda yo) - 341. Tutti indossano un pigiama (人は皆パジャマっ子?, Hitohamina pajama-kko) - 342. Ti sbatterò in cella di punizione (懲罰房にブチ込むぞ?, Chōbatsu bō ni buchi komu zo) - 343. Estasi in blu e rosso (青と赤のエクスタシー?, Ao to aka no Ekusutashī) |                                        |                                          |
| 40 | Il mondo è pieno di amore 「渡る世間は愛ばかり」 - Wataru seken wa ai bakari | 4 luglio 2011 ISBN 978-4-08-870237-7   | 20 giugno 2018 ISBN 978-88-226-1034-8    |
| 40 | Capitoli - 344. Portami a sciare (拙者をスキーにつれてって?, Sessha o sukī ni tsurete tte) - 345. Per quanto ci si impegni a fare una casetta di neve, l'indomani qualche moccioso bastardo la distrugge (かまくらはどんだけ頑張って作っても次の日にはどっかのクソガキに壊される?, Kamakura wa don dake ganbatte tsukutte mo tsugunohi ni wa dokka no kusogaki ni kowasa reru) - 346. Oh no... Ma sarà mai un viaggio vero? (慰安旅行はイヤンどこォ!??, Ian ryokō wa iyan doko~o!?) - 347. In amore non ci sono vantaggi né svantaggi (愛にプラスもマイナスもなし?, Ai ni Purasu mo Mainasu mo nashi) - 348. In fin dei conti, l'amore è solo un'illusione (愛なんてしょせん幻想?, Ai nante shosen gensō) - 349. Amare è dare, non ricevere (愛はもらうものではなく与えるものなり?, Ai wa morau monode wanaku ataeru mononari) - 350. Il mondo è pieno di amore (渡る世間は愛ばかり?, Wataru seken wa ai bakari) - 351. Pensare a un titolo sia per questo episodio che per una mail... è una seccatura (ここのタイトルもメールのタイトルみたいなトコも考えるのメンド臭ぇ?, Koko no taitoru mo mēru no taitoru mitaina toko mo kangaeru no mendo-shū~e) - 352. Un inviato della zona fuori campo (圏外からの使者?, Kengai kara no shisha) |                                        |                                          |

## Volumi 51-60
| Nº | Titolo italiano Giapponese 「Kanji」 - Rōmaji | Data di prima pubblicazione             | Data di prima pubblicazione              |
| Nº | Titolo italiano Giapponese 「Kanji」 - Rōmaji | Giapponese                              | Italiano                                 |
| 51 | La medaglia della donna 「アイドルの勲章」 - Aidoru no kunshō | 4 settembre 2013 ISBN 978-4-08-870802-7 | 19 giugno 2019 ISBN 978-88-226-1396-7    |
| 51 | Capitoli - 446. Lavati le mani prima di stringere la mano a qualcuno (握手の前は手を洗え?, Akushu no mae wa te o arae) - 447. I diamanti non possono essere scalfiti (ダイヤモンドは傷つかない?, Daiyamondo hakizu tsukanai) - 448. Le bitch prescelte (導かれしビッチ達?, Michibika reshi bitchi-tachi) - 449. La medaglia della donna (アイドルの勲章?, Aidoru no kunshō) - 450. La vita dura solo cinquant'anni. Nulla rispetto all'eternità, un po' come la lotteria (人間五十年下天のうちをくらぶれば 夢 宝くじの如くなり?, Ningen go jūnen geten no uchi o kurabureba yume takarakuji no gotokunari) - 451. La vita dura solo cinquant'anni. Nulla rispetto all'eternità, un po' come i teppisti col mohawk (人間五十年下天のうちをくらぶれば 夢 モヒカンの如くなり?, Ningen go jūnen geten no uchi o kurabureba yume mohikan no gotokunari) - 452. Se arrivi in ritardo a una rimpatriata di vecchi compagni, faticherai a entrare (同窓会は遅れてくると入りづらい?, Dōsōkai wa okurete kuru to hairi dzurai) - 453. I vecchi compagni ti fanno ricordare anche cose che preferiresti dimenticare (同窓会は思い出したくない思い出も蘇ってくる?, Dōsōkai wa omoidashi takunai omoide mo yomigaette kuru) - 454. Rimpatriata con dei demoni e un'ombra (鬼と影の同窓会?, Oni to kage no dōsōkai) - 455. Nascondi le riviste erotiche, ma non nascondere (BIIIP) (エロ本かくして○○○隠さず?, Erobon kakushite ￮￮￮ kakusazu)                                    |                                         |                                          |
| 52 | Lo shinigami del mattino e della notte 「朝と夜の死神」 - Asa to yoru no shinigami | 4 dicembre 2013 ISBN 978-4-08-870834-8  | 17 luglio 2019 ISBN 978-88-226-1432-2    |
| 52 | Capitoli - 456. La fenice risorge sempre (フェニックスは何度も蘇る?, Fenikkusu wa nando mo yomigaeru) - 457. Mai sottovalutare le caratterizzazioni (初期設定はナメたら命取り?, Shoki settei wa nametara inochitori) - 458. Simulare una malattia può risultare fatale (仮病は万病の元?, Kebyō wa manbyō no gen) - 459. L'estremo saluto dovrebbe essere conciso (別れの挨拶は簡潔に?, Wakare no aisatsu wa kanketsu ni) - 460. L'amore è una trappola per scarafaggi (恋はゴキブリポイポイ?, Koi wa gokiburi poipoi) - 461. Si può nascondere la faccia, ma non il cuore (顔隠して心隠さず?, Kao kakushite kokoro kakusazu) - 462. Nell'estate del 2013 non è successo niente (何もねぇよ夏2013?, Nani mone yo natsu 2013) - 463. I personaggi che appaiono indossando vestiti bianco di solito muoiono coperti di sangue (白い服を着て出て来たキャラは大体血だらけになって死ぬ?, Shiroi fuku o kite dete kita kyara wa daitai chi-darake ni natte shinu) - 464. Lo shinigami del mattino e della notte (朝と夜の死神?, Asa to yoru no shinigami) - 465. Demone o essere umano? (鬼か人か?, Oni ka hito ka) |                                         |                                          |
| 53 | Addio, shinigami 「さらば死神」 - Saraba shinigami | 4 febbraio 2014 ISBN 978-4-08-880006-6  | 21 agosto 2019 ISBN 978-88-226-1498-8    |
| 53 | Capitoli - 466. Hijikata è scomparso al di là della rotta maionese (土方はマヨネーズ航路の彼方に消えました?, Hijikata wa mayonēzu kōro no kanata ni kiemashita) - 467. Anche Okita è scomparso al di là della rotta super S (沖田もドS航路の彼方に消えました?, Okita mo doesu kōro no kanata ni kiemashita) - 468. Yaemon Ikeda (池田夜右衛門?, Ikeda Yaemon) - 469. Addio, shinigami (さらば死神?, Saraba shinigami) - 470. Io sono un mayora, lui è goloso di dolci (おれがマヨラーで あいつが甘党で?, Ore ga mayorā de aitsu ga amatō de) - 471. Io ho la frangia a v, lui ha i capelli mossi naturali (おれがV字で あいつが天パで?, Ore ga V ji de aitsu ga tenpa de) - 472. Io sono la palla destra, lui quella sinistra (おれが右の玉で あいつが左の玉で?, Ore ga migi no tama de aitsu ga hidari no tama de) - 473. Io non sono degno di essere un leader, ma nemmeno lui lo è (おれがリーダー失格で あいつもリーダー失格で?, Ore ga rīdā shikkaku de aitsu mo rīdā shikkaku de) - 474. Io sono un paio di occhiali da vista, lui da sole (ぼくがメガネで あいつがグラサンで?, Boku ga megane de aitsu ga gurasan de) - 475. Io sono un leader e anche tu lo sei (おれがリーダーで おまえもリーダーで?, Ore ga rīdā de omae mo rīdā de) - 476. Io sono un tuttofare, lui uno shinsengumi (おれが万事屋で あいつが真選組で?, Ore ga yorozuya de aitsu ga shinsengumi de)                                                                                    |                                         |                                          |
| 54 | Lascia sempre aperta la borsa, nel caso dovessi infilarci cinquanta milioni 「バッグは常にら千万入るふうにあけておけ」 - Baggu wa tsuneni ra senban hairu fū ni ake te oke | 2 maggio 2014 ISBN 978-4-08-880041-7    | 18 settembre 2019 ISBN 978-88-226-1499-5 |
| 54 | Capitoli - 477. Lascia sempre aperta la borsa, nel caso dovessi infilarci cinquanta milioni (バッグは常に5千万入るようにあけておけ?, Baggu wa tsuneni 5 sen man hairu yō ni akete oke) - 478. Nella borsa tieni sempre anche un sacchetto per il vomito (バッグにはきたろう袋も入れておけ?, Baggu ni hakitarou fukuro mo irete oke) - 479. Il vero commercio (本当の商い?, Hontō no akinai) - 480. Lascia sempre aperta la borsa, nel caso dovessi metterci dei sassi (バッグは常に石ころが入るようにあけておけ?, Baggu wa tsuneni ishikoro ga hairu yō ni akete oke) - 481. Disegnare un saggio a fumetti è facile (エッセイ漫画は作画楽?, Essei manga wa sakuga-raku) - 482. Gli ideogrammi per scrivere "ladro" sono incredibilmente ambigui (泥棒って漢字 悪意ハンパねェ?, Dorobō tte kanji akui hanpa nē) - 483. Due scimmie (二人の猿公?, Futari no sarukō) - 484. Una pausa non basta a fermare tutto (一時停止は うまい具合には止まらない?, Ichiji teishi wa umai guai ni wa tomaranai) - 485. A volte la polvere non si toglie nemmeno con una bacchetta di Matsui (マツイ棒でもとれないゴミがある?, Matsui bō demo torenai gomi ga aru) - 486. Al mondo esistono due tipi di persone, quelli che lanciano una tecnica micidiale urlando e quelli che la lanciano senza urlare (世の中には二種類の人間がいる それは必殺技を叫ぶ人間と叫ばない人間だ?, Yonona kani wa nishurui no ningen ga iru sore wa hissawwaza o sakebu ningen to sakebanai ningenda) |                                         |                                          |
| 55 | In primavera come d'inverno 「春も冬も」 - Haru mo fuyu mo | 4 luglio 2014 ISBN 978-4-08-880135-3    | 20 novembre 2019 ISBN 978-88-226-1633-3  |
| 55 | Capitoli - 487. Le fototessere mostrano la cruda realtà (証明写真は現実の厳しさを証明するもの?, Shōmei shashin wa genjitsu no kibishi-sa o shōmei suru mono) - 488. L'acconciatura afro della vita e della morte (生と死のアフロ?, Seitoshi no afuro) - 489. L'acconciatura afro dell'amore e dell'odio (愛と憎しみのアフロ?, Ai to nikushimi no afuro) - 490. L'acconciatura afro della giustizia e del tradimento (正義と裏切りのアフロ?, Masayoshi to uragiri no afuro) - 491. Afuro VS. Af-ro (阿腐郎とアフ狼?, Kuma kusarō to Afu ōkami) - 492. Non c'è fumo senza amore (恋のない所に煙は立たない?, Koi no nai tokoro ni kemuri wa tatanai) - 493. Il cielo non fa di una racchia una bella donna (天はブスの上に美女を作らず?, Ten wa busu no ue ni bijo o tsukurazu) - 494. Dopotutto è una bestia (ケダモノだもの?, Kedamono da mono) - 495. Un fiore eterno (永遠の花?, Eien no hana) - 496. In primavera come d'inverno (春も冬も?, Haru mo fuyu mo) |                                         |                                          |
| 56 | Luci e ombre degli Shogun 「光と影の将軍」 - Hikari to kage no shōgun | 3 ottobre 2014 ISBN 978-4-08-880172-8   | 18 dicembre 2019 ISBN 978-88-226-1639-5  |
| 56 | Capitoli - 497. Battere il ferro e il re demone finché sono caldi (鉄と魔王は熱いうちに打て?, Tetsu to maō wa atsui uchi ni ute) - 498. Pioggia d'olio (オイルの雨?, Oiru no ame) - 499. Gli occhiali fanno parte dell'anima (メガネは魂の一部?, Megane wa tamashī no ichibu) - 500. Tutti gli occhi vedono davvero lo stesso mondo? (本当にみんなと同じ世界を映していますか?, Hontōni min'na to onaji sekai o utsushite imasu ka) - 501. Anche gli spiriti guardiani fanno parte dell'anima (守護霊も魂の一部?, Shugo rei mo tamashī no ichibu) - 502. Luci e ombre degli Shogun (光と影の将軍?, Hikatokage no shōgun) - 503. Un coniglio nel cilindro (瓢箪から駒?, Hyōtan kara koma) - 504. Il dovere dello shogun e il dovere di un ninja (将軍の務めと忍の務め?, Shōgun no tsutome to shinobu no tsutome) - 505. Un criminale e un poliziotto (悪党とおまわり?, Akutō to o mawari) - 506. Il villaggio dei ninja (忍の里?, Shinobu no sato) |                                         |                                          |
| 57 | Quelli che proteggono tutto 「万事を護る者達」 - Banji o mamoru mono tachi | 5 gennaio 2015 ISBN 978-4-08-880209-1   | 22 gennaio 2020 ISBN 978-88-226-1728-6   |
| 57 | Capitoli - 507. Le cerbottane d'acciaio (鋼の豆鉄砲?, Hagane no mamedeppō) - 508. L'anima dei ninja (忍の魂?, Shinobu no tamashī) - 509. La ferita (la prova) (傷?, Kizu) - 510. Samurai e ninja (侍と忍?, Samurai to shinobu) - 511. Gli ultimi cinque (最後の5人?, Saigo no 5-ri) - 512. La richiesta (依頼?, Irai) - 513. Il posto in cui tornare (帰る場所?, Kaeru basho) - 514. Quelli che proteggono tutto (万事を護る者達?, Banji o mamoru-shatachi) - 515. Una battaglia per conquistare il paese e una scazzottata tra fratelli (国盗合戦と兄妹喧嘩?, Kuni-tō gassen to kyōdai kenka) |                                         |                                          |
| 58 | Addio, compagnaccio 「さらばダチ公」 - Saraba dachi ōyake | 3 aprile 2015 ISBN 978-4-08-880328-9    | 19 febbraio 2020 ISBN 978-88-226-1729-3  |
| 58 | Capitoli - 516. Due buoni a nulla (ろくでなし二人?, Roku de nashi futari) - 517. Il proprio samurai ideale (それぞれの侍?, Sorezore no samurai) - 518. Il pugno (げんこつ?, Genkotsu) - 519. Il nemico su cui vendicarsi (仇?, Kyū) - 520. Gintoki Sakata della Shokason-Juku (松下村塾の坂田銀時?, Matsushita Sonjuku no Sakata Gintoki) - 521. Dopo la battaglia i corvi gracchiano (戦のあとには烏が哭く?, Sen no ato ni wa karasu ga naku) - 522. Gli allievi di Shoyo (松陽の弟子達?, Shōyō no deshi-tachi) - 523. Resistenza (抗い?, Aragai) - 524. Addio, compagnaccio (さらばダチ公?, Saraba dachi kō) |                                         |                                          |
| 59 | Tre bicchierini di sakè 「3杯の盃」 - 3-Pai no sakazuki | 4 giugno 2015 ISBN 978-4-08-880364-7    | 20 maggio 2020 ISBN 978-88-226-1795-8    |
| 59 | Capitoli - 525. Tre bicchierini di sakè (3杯の盃?, 3-pai no sakazuki) - 526. Il giorno in cui pianse lo spietato (鬼が哭いた日?, Oni ga naita hi) - 527. I vecchi e i nuovi (新しき者と旧き者?, Atarashiki mono to kyū ki-sha) - 528. Un eroe arriva in ritardo (ヒーローは遅れてやってくる?, Hīrō wa okurete yatte kuru) - 529. La cosa dimenticata (忘れもの?, Wasuremono) - 530. Lo Shogun e il furfante (patriota che promuove la campagna contro gli stranieri) (将軍と攘夷志士?, Shōgun to jōi shishi) - 531. L'evasione (脱獄?, Datsugoku) - 532. La festa (祭?, Matsuri) - 533. Cani randagi (野良犬?, Nora inu) |                                         |                                          |
| 60 | La strada della verità 「真の道」 - Shin no michi | 4 agosto 2015 ISBN 978-4-08-880445-3    | 17 giugno 2020 ISBN 978-88-226-1809-2    |
| 60 | Capitoli - 534. La regola d'oro dello spionaggio (監察の鉄則?, Kansatsu no tessoku) - 535. L'articolo 47 del codice di comportamento della Shinsengumi (真選組局中法度第47条?, Shinsegumi kyoku chū hatto dai jō) - 536. I due capi (二人の大将?, Futari no taishō) - 537. "Il nostro nome è..." (「その名は・・・｣?, `Sononaha...') - 538. La strada della verità (真の道?, Shin no michi) - 539. Il messaggio non recapitato (届かなかったメール?, Todoka nakatta mēru) - 540. Il cattivo (悪役?, Akuyaku) - 541. Il pianeta della libertà (自由の星?, Jiyū no hoshi) - 542. Lo Shinigami (死神?, Shinigami) |                                         |                                          |

## Volumi 61-70
| Nº | Titolo italiano Giapponese 「Kanji」 - Rōmaji | Data di prima pubblicazione             | Data di prima pubblicazione              |
| Nº | Titolo italiano Giapponese 「Kanji」 - Rōmaji | Giapponese                              | Italiano                                 |
| 61 | Addio, shinsengumi 「さらば真選組」 - Saraba shin sengumi | 4 novembre 2015 ISBN 978-4-08-880498-9  | 15 luglio 2020 ISBN 978-88-226-1873-3    |
| 61 | Capitoli - 543. Il segnale di fumo (狼煙?, Noroshi) - 544. La memoria della spada (剣の記憶?, Ken no kioku) - 545. Il karma (業?, Gō) - 546. L'ultimo contatto (最後のアドレス?, Saigo no adoresu) - 547. L'errore (過ち?, Ayamachi) - 548. La cosa dimenticata (忘れもの?, Wasuremono) - 549. Nobume (信女?, Nobume) - 550. Addio, shinsengumi (prima parte) (さらば真選組・前篇?, Saraba shinsengumi zenpen) - 551. Addio, shinsengumi (seconda parte) (さらば真選組・後篇?, Saraba shinsengumi kōhen) |                                         |                                          |
| 62 | Il mocciosetto bastardo di un tempo 「あの頃の悪ガキ」 - Ano koro no aku gaki | 4 gennaio 2016 ISBN 978-4-08-880579-5   | 19 agosto 2020 ISBN 978-88-226-1875-7    |
| 62 | Capitoli - 552. Il mostro e il figlio del mostro (化物と化物の子?, Bakemono to bakemono no ko) - 553. L'ultimo giorno del Kiheitai (鬼兵隊の最後の日?, Oni heitai no saigo no hi) - 554. La vena del drago (龍脈?, Ryūmyaku) - 555. La richiesta di autorizzazione per le ferie (休暇届?, Kyūka-todoke) - 556. Sciocchezze (くだらぬもの?, Kudaranu mono) - 557. Il mocciosetto bastardo di un tempo (あの頃の悪ガキ?, Anogoro no waru gaki) - 558. La terra natale (故郷?, Furusato) - 559. L'odore (匂い?, Nioi) - 560. L'ultima spada (最後の一刀?, Saigo no ittō) - 561. La canzone dei samurai (武士の唄?, Bushi no uta) |                                         |                                          |
| 63 | Il manju e la colazione 「まんじゅうと朝飯」 - Manjū to asameshi | 4 marzo 2016 ISBN 978-4-08-880624-2     | 16 settembre 2020 ISBN 978-88-226-1969-3 |
| 63 | Capitoli - 562. Il nobile infuriato (狂乱の貴公子?, Kyōran no kikōshi) - 563. Kotaro il fuggitivo (逃げの小太郎?, Nige no Kotarō) - 564. Zura (ヅラ?, Zura) - 565. Giocattoli (玩具?, Omocha) - 566. Due idioti (うつけもの二人?, Utsukemono futari) - 567. La vetta (頂?, Itadaki) - 568. La nave vuota (空の船?, Kara no fune) - 569. Un momento da spadaccino (剣士の瞬間?, Kenshi no toki) - 570. Gli abissi dell'animo (肚の深淵?, Hara no soko) - 571. Il manju e la colazione (まんじゅうと朝飯?, Manjū to asameshi) |                                         |                                          |
| 64 | Vecchi e nuovi amici 「旧き友と今の友」 - Furuki tomo to ima no tomo | 2 maggio 2016 ISBN 978-4-08-880668-6    | 21 ottobre 2020 ISBN 978-88-226-1980-8   |
| 64 | Capitoli - 572. Il luogo in cui morire (死に場所?, Shi ni bajo) - 573. Dieci anni (十年?, Jū nen) - 574. La strada (道?, Michi) - 575. Vecchi e nuovi amici (旧き友と今の友?, Furu ki tomo to ima no tomo) - 576. Due maschi (二匹の雄?, Ni hiki no osu) - 577. Un piagnucolone (泣き虫?, Nakimushi) - 578. La rana nel pozzo (井の中の蛙?, I no naka no kawazu) - 579. Il padrone di Koan (徨安のヌシ?, Kōan no nushi) - 580. Un fiore appassito (枯れた花?, Kareta hana) |                                         |                                          |
| 65 | Fratello e sorella 「兄妹」 - Kyōdai | 4 agosto 2016 ISBN 978-4-08-880748-5    | 18 novembre 2020 ISBN 978-88-226-2024-8  |
| 65 | Capitoli - 581. Il coniglio smarrito (まよい兎?, Ma yoi usage) - 582. Il cristallo (結晶?, Kesshō) - 583. Il braccio destro (右腕?, Migiude) - 584. Il più forte (最強?, Saikyō) - 585. Il nome (名前?, Namae) - 586. Il fondo (底?, Soko) - 587. Dannato idiota (すっとこどっこい?, Suttoko dokkoi) - 588. Il pianeta blu (青い星?, Aoi hoshi) - 589. Fratello e sorella (兄妹?, Kyōdai) |                                         |                                          |
| 66 | Anche dopo una messa in piega, i capelli naturalmente mossi tornano sempre come prima 「天然パーマはグニャグニャ曲がっても戻ってくる」 - Tennen Paama wa Gunyagunya Magatte mo Modotte Kuru | 4 novembre 2016 ISBN 978-4-08-880803-1  | 16 dicembre 2020 ISBN 978-88-226-2033-0  |
| 66 | Capitoli - 590. Il primo allievo (一番弟子?, Ichiban deshi) - 591. Il sangue e l'anima (血と魂?, Chi to tamashi) - 592. Lamenti (グチ?, Guchi) - 593. Due Utsuro (二人の虚?, Futari no Utsuro) - 594. Liberazione (解放?, Kaihou) - 595. Speranza (希望?, Kibou) - 596. Anche dopo una messa in piega, i capelli naturalmente mossi tornano sempre come prima (prima parte) (天然パーマはグニャグニャ曲がっても戻ってくる (前編)?, Tennen paama wa gunyagunya magatte mo modotte kuru (zenpen)) - 597. Anche dopo una messa in piega, i capelli naturalmente mossi tornano sempre come prima (seconda parte) (天然パーマはグニャグニャ曲がっても戻ってくる (後編)?, Tennen paama wa gunyagunya magatte mo modotte kuru (kouhen)) - 598. Tutti hanno un terminal in mezzo alle gambe (誰もが股にターミナル?, Dare mo ga mata ni taaminaru) |                                         |                                          |
| 67 | La fascia attorno alla testa fa molto studente candidato a un esame 「ハチマキ巻いたら受験生に見える」 - Hachimaki maitara jukensei ni mieru | 31 dicembre 2016 ISBN 978-4-08-880884-0 | 20 gennaio 2021 ISBN 978-88-226-2109-2   |
| 67 | Capitoli - 599. I condimenti vanno usati con moderazione (調味料は控え目に?, Choumiryou wa hikaeme ni) - 600. Puoi parlare di pancia, ma anche di culo (ハラは割れないがケツは割れている?, Hara wa warenai ga ketsu wa wareteiru) - 601. Se salti un numero di "Jump", leggi con più attenzione quello successivo (ジャンプ一週読まざれば刮目して見よ?, Jyanpu isshuu yomazareba katsumoku shite miyo) - 602. I figli dei delinquenti hanno la nuca lunga (ヤンキーの子供は襟足が長い?, Yankii no kodomo wa eriashi ga nagai) - 603. I ninja e gli stupidi preferiscono i posti alti (忍者とバカは高い所が好き?, Ninja to baka wa takai tokoro ga suki) - 604. Una linea sottilissima separa la cocciutaggine dall'insistenza (しぶといとしつこいは紙一重?, Shibutoi to shitsukoi wa kamihitoe) - 605. La fascia attorno alla testa fa molto studente candidato a un esame (ハチマキ巻いたら受験生に見える?, Hachimaki maitara jukensei ni mieru) - 606. La gente che va dicendo in giro di aver smesso di fumare è proprio quella che non riesce a smettere (禁煙は他人に言いふらす奴に限って続かない?, Kinen wa tanin ni iifurasu yatsu ni kagitte tsuzukanai) - 607. La T di t-shirt è la T di tamashii ("anima") (TシャツのTは魂のT?, T shatsu no T wa tamashii no T) |                                         |                                          |
| 68 | Il secondogenito tende a essere dimenticato 「次男坊は忘れられがち」 - Jinanbou wa wasure raregachi | 4 aprile 2017 ISBN 978-4-08-881046-1    | 17 febbraio 2021 ISBN 978-88-226-2110-8  |
| 68 | Capitoli - 608. "Jump" esce di lunedì, "Magazine" e "Sunday" di mercoledì (ジャンプは月曜日、マガジン、サンデーは水曜日?, Jyanpu wa getsuyoubi, magajin, sandee wa suiyoubi) - 609. I vecchi si incidono nelle rughe le cose da non dimenticare (爺さんは忘れてはいけないものを皺に刻む?, Jiisan wa wasurete wa ikenai mono o shiwa ni kizamu) - 610. Un marchingegno che ha imparato a essere inutile si chiama trabiccolo (o essere umano) (無駄を覚えた機繰を人間(ポンコツ)という?, Muda o oboeta karakuri o ponkotsu to iu) - 611. Non c'è niente di più seccante di un manbiaco del controllo che adora le feste (祭り好きの仕切り屋ほどうっとうしいものはない?, Matsurizuki no shikiriya hodo uttoushii mono wa nai) - 612. Noi siamo una parte del cosmo, noi siamo il cosmo (我々は宇宙の一部であり宇宙そのもの?, Wareware wa uchuu no ichibu de ari uchuu sonomono) - 613. La vita degli uomini non dev'essere lunga o piena, ma dura (男は長くも太くもなく硬く生きろ?, Otoko wa nagaku mo futoku mo naku kataku ikiro) - 614. Il secondogenito tende a essere dimenticato (次男坊は忘れられがち?, Jinanbou wa wasure raregachi) - 615. Bisognerebbe curarsi di tutto ciò che nel nome contiene la parola "palla" (”玉”の名がつくものは全て大事にすべし?, "Tama" no Na ga tsukumono wa subete daiji ni subeshi) - 616. Anche la sporcizia può essere considerata un colore (汚れも立派な色?, Yogore mo rippana iro) - 617. Gli orchi sono deboli al cospetto di piccoli esseri come Pollicino (鬼は一寸法師のような小粒に弱い?, Oni wa issun boushi no youna kotsubu ni yowai)                                                                  |                                         |                                          |
| 69 | Se vai in giro a millantare le tue prodezze la gente finirà per detestarti, quindi fa' in modo che le raccontino gli altri 「昔の武勇伝は自分で話すと嫌われるので他人に話させろ」 - Mukashi no buyuuden wa jibun de hanasu to kirawareru no de tanin ni hanasasero | 4 luglio 2017 ISBN 978-4-08-881187-1    | 17 marzo 2021 ISBN 978-88-226-2163-4     |
| 69 | Capitoli - 618. Poche cose sono utili come i tronchi d'albero, da cui puoi ricavare armi, case e mezzi di trasporto (丸太は武器にもなるし家にもなるし乗り物にもなるし便利?, Maruta wa buki nimo narushi ie nimo narushi norimono nimo narushi benri) - 619. Il gioco dell'acchiapparello è divertente solo se chi sta sotto corre veloce (鬼ごっこは鬼の足が速いほど盛りあがる?, Oni gokko wa oni no ashi ga hayai hodo moriagaru) - 620. Non bisogna essere né troppo rapidi né troppo lenti (遅くても早くてもいけない?, Osokute mo hayakute mo ikenai) - 621. Occhio alla tabellina del sette (七の段に気をつけろ?, Nana no dan ni ki o tsukero) - 622. I dolcetti che regalano i vecchi hanno un sapore speciale (年寄りのくれるお菓子は独特?, Toshiyori no kureru okashi wa dokutoku) - 623. Se vai in giro a millantare le tue prodezze la gente finirà per detestarti, quindi fa' in modo che le raccontino gli altri (昔の武勇伝は自分で話すと嫌われるので他人に話させろ?, Mukashi no buyuuden wa jibun de hanasu to kirawareru no de tanin ni hanasasero) - 624. Anche i piedi hanno le dita (指は足にもある?, Yubi wa ashi ni mo aru) - 625. Invece di giocare d'azzardo per soldi, comincia a farlo per divertimento (博打は儲けは考えず、遊びの範囲内で計画的に打ちましょう。?, Bakuchi wa mouke wa kangaezu, asobi no han'inai de keikakuteki ni uchimashou.) - 626. I guadagni di "Jump" sono proporzionali all'inflazione della forza dei suoi personaggi (ジャンプはインフレてなんぼ?, Jyanpu wa infure te nanbo) - 627. La pace e la rovina sono due facce della stessa moneta (平和と破滅は表裏一体?, Heiwa to hametsu wa hyouri ittai) |                                         |                                          |
| 70 | Quelli che fanno buone azioni compiendo malefatte 「悪事をはたらきながら善事をはたらくいきもの」 - Akuji o Hataraki nagara Zenji o Hataraku Ikimono | 4 ottobre 2017 ISBN 978-4-08-881207-6   | 14 aprile 2021 ISBN 978-88-226-2184-9    |
| 70 | Capitoli - 628. Quando il coperchio della marmellata non si apre, afferralo saldamente con un guanto di gomma (ジャムの蓋が開かなくなった時はゴム手袋でギュッと掴もう?, Jyamu no futa ga akanakunatta toki wa gomu tebukuro de gyutto tsukamou) - 629. La logica è fondamentale per trarre qualsiasi conclusione (推理はロジックが大切?, Suiri wa rojikku ga taisetsu) - 630. La via dei samurai consiste nel morire un secondo dopo (武士道とは一秒後に死ぬことと見つけたり?, Bushidou towa ichibyougo ni shinu koto to mitsuketari) - 631. L'importante è rassegnarsi (諦めが肝心?, Akirame ga kanjin) - 632. Quelli che fanno buone azioni compiendo malefatte (悪事をはたらきながら善事をはたらくいきもの?, Akuji o hataraki nagara zenji o hataraku ikimono) - 633. Una linea sottilissima separa il saggio dal pelandrone (遊び人と賢者は紙一重?, Asobinin to kenja wa kamihitoe) - 634. I conigli saltano più alto nelle notti di luna piena (兎は月夜に高く跳ぶ?, Usagi wa tsukiyo ni takaku tobu) - 635. Per dirla bene è vintage, per dirla male è spazzatura (良く言えばヴィンテージ 悪く言えばゴミ?, Yoku ieba vinteeji. Waruku ieba gomi.) - 636. Anche senza fare Qi Gong, quella parte si inturgidisce (気功じゃなくてもあそこは硬くなる?, Kikou janakute mo asoko wa katakunaru) |                                         |                                          |

## Volumi 71-77
| Nº | Titolo italiano Giapponese 「Kanji」 - Rōmaji | Data di prima pubblicazione            | Data di prima pubblicazione                                                                  |
| Nº | Titolo italiano Giapponese 「Kanji」 - Rōmaji | Giapponese                             | Italiano                                                                                     |
| 71 | Come rendere interessante un mondo che non lo è 「おもしろきこともなき世をおもしろ」 - Omoshiroki Kotomonaki Yo o Omoshiroku | 4 dicembre 2017 ISBN 978-4-08-881226-7 | 16 giugno 2021 ISBN 978-88-226-2310-2                                                        |
| 71 | Capitoli - 637. Fa' attenzione a non spargere in giro troppi flag (フラグのバラまきすぎにご用心?, Furagu no bara makisugi ni goyoujin) - 638. I denti sani lasciano un bel segno (健康な歯は歯型もキレイ?, Kenkouna ha wa hagata mo kirei) - 639. L'inferno è più vicino del paradiso (天国より地獄の方が近場?, Tengoku yori jigoku no hou ga chikaba) - 640. Come rendere interessante un mondo che non lo è (おもしろきこともなき世をおもしろく?, Omoshiroki koto mo naki yo o omoshiroku) - 641. Sono le persone a creare gli eroi (英雄は人に作られるもの?, Eiyuu wa hito ni tsukurareru mono) - 642. Chi porta gli occhiali, li avrà addosso anche quando sarà un fantasma (メガネかけてる奴はメガネごと化けて出る?, Megane kaketeru yatsu wa megane goto bakete deru) - 643. Sangue e lacrime (血と涙?, Chi to namida) - 644. Il fuoco non può bruciare il fuoco (?) - 645. Quando fai qualcosa che non fa per te, poi succede qualcosa che non fa per te (?) - 646. Un uomo ancor più nero della disperazione (絶望よりも太い奴?, Zutsubou yori mo futoi yatsu) |                                        |                                                                                              |
| 72 | Fatti dare una mano solo dalle bestie con i cuscinetti sotto le zampe 「手を借りるのは肉球のある獣にしておけ」 - Te o Kariru no wa Nikukyuu no aru Kemono ni Shite Oke | 2 marzo 2018 ISBN 978-4-08-881226-7    | 14 luglio 2021 ISBN 978-88-226-2419-2                                                        |
| 72 | Capitoli - 647. Al di là dell'illusione (幻想のむこう?, Yume no mukou) - 648. Il vero campo di battaglia (?) - 649. Tanti sovrani (?) - 650. Fa' attenzione anche a non bere troppo Dom Pérignon (ドンペリの飲み過ぎにも注意?, Don Peri no nomisugi ni mo chuui) - 651. Fatti dare una mano solo dalle bestie con i cuscinetti sotto le zampe (手を借りるのは肉球のある獣にしておけ?, Te o kariru no wa nikukyuu no aru kemono ni shite oke) - 652. Là dove il mondo volge alla fine e comincia una famiglia (世界の終わりと家族の始まりの星?, Sekai no owari to kazoku no hajimari no hoshi) - 653. Due spade (二本差し?, Nihon zashi) - 654. Più sono compatti, più gli animali sono facili da tenere in casa (ペットはコンパクトな方が飼いやすい?, Petto wa compakuto na hou ga kaiyasui) - 655. Dal cielo non si vede bene il fondo, ma dal fondo si vede bene il cielo (空から底はよく見えないが底から空はよく見える?, Sora kara soko wa yoku mienai ga soko kara sora wa yoku mieru)                                                                             |                                        |                                                                                              |
| 73 | Le fiamme della vita 「命の灯」 - Inochi no Hi | 4 giugno 2018 ISBN 978-4-08-881497-1   | 18 agosto 2021 ISBN 978-88-226-2435-2                                                        |
| 73 | Capitoli - 656. Un disoccupato non si lascia influenzare da nessuno (無職は何者にも染まらない?, Mushoku wa nanimono ni mo somaranai) - 657. I cani amano il loro branco (犬は群れを愛する?, Inu wa mure o aisuru) - 658. Qualcuno che semplicemente abbaia (吠えるだけの生き物?, Hoeru dake no ikimono) - 659. Tieni in serbo l'asso nella manica (切り札はとっておけ?, Kirifuda wa totte oke) - 660. Ogni tanto loda tuo padre (たまには親父を褒めてやれ?, Tamani wa oyaji o homete yare) - 661. L'inizio della fine (終わりの始まり?, Owari no hajimari) - 662. Ciò che non ha fine (終わらないもの?, Owaranai mono) - 663. Ferite (創傷?, Kizu) - 664. Cane da guardia (番犬?, Banken) - 665. Le fiamme della vita (命の灯?, Inochi no hi) |                                        |                                                                                              |
| 74 | Addio 「あばよ」 - Abayo | 3 agosto 2018 ISBN 978-4-08-881537-4   | 15 settembre 2021 ISBN 978-88-226-2566-3                                                     |
| 74 | Capitoli - 666. Quegli esseri chiamati "umani" (人間という生物?, Ningen to iu ikimono) - 667. Immortalità e incrollabilità (不滅と不屈?, Fumetsu to fukutsu) - 668. Chi può salvare (救う者?, Sukuu mono) - 669. Addio (あばよ?, Abayo) - 670. L'insegna (看板?, Kanban) - 671. Il rivoluzionario (革命児?, Kakumeiji) - 672. Fa' attenzione alle monete virtuali (仮想通貨に気をつけろ?, Kasoutsuuka ni ki o tsukero) - 673. Fantasmi (幽霊?, Yūrei) - 674. Due anni per una bambina equivalgono a dieci anni per un uomo adulto (少女の2年は男の10年?, Shoujo no ninen wa otoko no juunen) - 675. Anche i film con attori veri sono soggetti all'effetto Final Fantasy (実写でも最終回発情期は起こる?, Jissha demo Fainaru Fantajii wa okoru) |                                        |                                                                                              |
| 75 | La salvezza 「救い」 - Sukui | 4 ottobre 2018 ISBN 978-4-08-881588-6  | 20 ottobre 2021 ISBN 978-88-226-2605-9                                                       |
| 75 | Capitoli - 676. Quando i ragazzi fanno "gnam gnam", è davvero irritante (?) - 677. Il burattinaio è Yasu (?) - 678. Riho Yoshioka non dimora solo nella linea Donbei, ma in ogni cibo (どん兵衛だけじゃない全ての食物に吉岡里帆は宿っている?, Donbee dakejanai Subete no shokumotsu ni Yoshioka Riho wa yadotte iru) - 679. Chi non si avventura nei Buchi del Drago non avrà il maestro (?) - 680. La salvezza (救い?, Sukui) - 681. La fenice (鳳凰?, Hōō) - 682. Il nemico del mondo (世界の敵?, Sekai no teki) - 683. Fa' attenzione al pene che spunta (?) - 684. Il segreto di una dieta efficace è darsi non solo dei rigidi limiti ma anche un premio ogni tanto (ダイエットのコツは試練だけじゃなくご褒美も与えること?, Daietto no kotsu wa shiren dake janaku gohoubi mo ataeru koto) - 685. KUWAH! (くわっ?, Kuwah) |                                        |                                                                                              |
| 76 | I vecchi tempi 「当時」 - Tōji | 4 gennaio 2019 ISBN 978-4-08-881713-2  | 17 novembre 2021 ISBN 978-88-226-2754-4                                                      |
| 76 | Capitoli - 686. Ci sono cose che anche ai cattivi non è ammesso fare (悪役にもやっていい事と悪い事がある?, Akuyaku ni mo yatte ii koto to warui koto ga aru) - 687. Non farti mai mancare il numero 61 (６１番は多めに買っておけ?, 61-ban wa oome ni katte oke) - 688. Fa' scorta anche di retini per l'effetto pixel (モザイクトーンも多めに買っておけ?, Mozaikutōn mo ōme ni katteoke) - 689. L'acqua calda rinfranca lo spirito (白湯は心が落ち着く?, Saheyu wa kokoro ga ochitsuku) - 690. L'apparenza conta in ogni circostanza (何をするにも見た目は大事?, Nani o suru ni mo mita Me wa daiji) - 691. Completamente bianco (まっしろ?, Masshiro) - 692. Bambino smarrito (迷子?, Maigo) - 693. UHO! (ウホ?, UHO) - 694. Un gorilla nasce dai gorilla ed è il più gorilla tra i gorilla (ゴリラはゴリラから来てゴリラよりゴリラは多い?, Gorira wa gorira kara kite gorira yori gorira wa ōi) - 695. I vecchi tempi (当時?, Tōji) |                                        |                                                                                              |
| 77 | Tra tutti quelli con i capelli mossi naturali non se ne salva uno 「天然パーマにロクな奴はいない」 - Ten'nen pāma ni roku na yatsu wa inai | 2 agosto 2019 ISBN 978-4-08-881720-0   | 22 dicembre 2021 ISBN 978-88-226-2811-4 (ed. regolare) ISBN 978-88-226-2950-0 (ed. limitata) |
| 77 | Capitoli - 696. Sakè da quattro soldi (悪酒?, Aku sake) - 697. Innumerevoli legami (無数のスレッド?, Musū no sureddo) - 698. Non fermarti all'ultimo episodio (最後の章を越えて?, Saigo no shō o koete) - 699. Gintoki Sakata e compagni (坂田銀時と仲間たち?, Sakata Gintoki to nakamatachi) - 700. Cuore d'acciaio (鋼の心?, Hagane no kokoro) - 701. Ritorno al nido (ホーミング本能?, Hōmingu hon'nō) - 702. Il destino (宿命?, Shukumei) - 703. L'occhio destro (右目?, Migime) - 704. Tra tutti quelli con i capelli mossi naturali non se ne salva uno (天然パーマにロクな奴はいない?, Ten'nen pāma ni roku na yatsu wa inai) |                                        |                                                                                              |